# República Checa
La República Checa (en checo: Česká republikaⓘ), también conocida como Chequia (Českoⓘ), es un país soberano de Europa Central sin litoral. Limita con Alemania al oeste, con Austria al sur, con Eslovaquia al este y con Polonia al norte. Su capital y mayor ciudad es Praga. La República Checa está formada por los territorios históricos de Bohemia y Moravia, además de una pequeña parte de Silesia. Es uno de los veintisiete Estados soberanos que forman la Unión Europea.
El Estado checo, antes conocido como Bohemia, se formó en el siglo ix como un pequeño ducado en torno a Praga en el seno del entonces Imperio de Gran Moravia. Tras la disolución de este en el 907, el centro de poder pasó de Moravia a Bohemia bajo la dinastía Premislidas y desde 1002 el ducado fue formalmente reconocido como parte del Sacro Imperio Romano Germánico. En 1212 el ducado alcanzó la categoría de reino y durante el gobierno de los reyes y duques Premislidas y sus sucesores, los Luxemburgo, el país alcanzó su mayor extensión territorial en los siglos xiii y xiv. Durante las guerras husitas el reino tuvo que sufrir embargos económicos y la llegada de caballeros cruzados de toda Europa.
Tras la batalla de Mohács en 1526, el reino de Bohemia pasó a integrarse gradualmente a los dominios de los Habsburgo como uno de sus tres dominios principales, junto al archiducado de Austria y el reino de Hungría. La derrota de los bohemios en la batalla de la Montaña Blanca, que significó el fracaso de la revuelta de 1618-1620, llevó a la guerra de los Treinta Años y a una mayor centralización de la monarquía, además de a la imposición de la fe católica y la germanización. Con la disolución del Sacro Imperio Romano Germánico en 1806, el reino de Bohemia se integró en el Imperio austríaco. Durante el siglo xix las tierras checas se alzaron como centro industrial de la monarquía y después como núcleo de la República de Checoslovaquia que se creó en 1918, resultado del colapso del Imperio austrohúngaro en la Primera Guerra Mundial. Fue uno de los pocos gobiernos democráticos en Europa.
Tras los Acuerdos de Múnich en 1938, la anexión polaca del área de Zaolzie y la ocupación alemana de Checoslovaquia y la consecuente decepción de los checos con Occidente, los soviéticos se hicieron con su favor liberando el país del yugo nazi durante la Segunda Guerra Mundial. El Partido Comunista de Checoslovaquia ganó las elecciones parlamentarias de 1946 y luego del Golpe de Praga de 1948 Checoslovaquia pasó a ser un estado socialista. Sin embargo, la creciente insatisfacción del pueblo llevó a aplicar varias reformas liberales en 1968, algo que sería duramente reprimido con la invasión de las fuerzas armadas del Pacto de Varsovia. Esto sería conocido como la Primavera de Praga, las fuerzas soviéticas permanecieron en el país hasta la Revolución de Terciopelo de 1989, cuando colapsó el régimen comunista. El 1 de enero de 1993, Checoslovaquia se dividió pacíficamente en sus dos Estados constituyentes, la República Checa y la República Eslovaca.
En 2006, la República Checa se convirtió en el primer exmiembro del Comecon en alcanzar el estatus pleno de país desarrollado según el Banco Mundial. Además, el país tiene el mayor índice de desarrollo humano de toda Europa Central y por ello está considerado un Estado con «desarrollo humano muy alto». Es el décimo país más pacífico de Europa, ocupa el 31.º lugar en el índice de democracia, que viene catalogada como «deficiente» en el país, y es el país que registra menor mortalidad infantil de su región. La República Checa es una democracia representativa parlamentaria, miembro de la Unión Europea, la OTAN, la OCDE, la OSCE, el Consejo de Europa y el Grupo de Visegrado.

## Etimología
La República Checa (en checo Česká republika) deriva del nombre de la mayor región del país, Čechy (Bohemia en español) o del etnónimo checos, nombre de una de las tribus eslavas que habitaron el actual territorio del país después de la época de las migraciones y que dominó la zona hacia el 530. El origen del nombre de la tribu es desconocido. De acuerdo con una leyenda, proviene del líder Praotec Čech («padre checo»).
El Ministerio de Relaciones Exteriores de la República Checa recomienda la denominación «Chequia» (en checo Česko) para cualquier situación excepto para documentos oficiales y desea que se siga el mismo patrón que con otros Estados, por ejemplo, la Federación de Rusia, República Popular China, República Francesa o el Reino de España, usualmente conocidos como Rusia, China, Francia y España, respectivamente. Aun así, el término no ha sido reconocido en forma cartográfica y sigue siendo más común la denominación en español República Checa, tal como aparece en la RAE como nombre oficial. El Diccionario de la lengua española muestra la siguiente acepción del gentilicio checo: «natural de la República Checa», sin hacer mención también a otro término No obstante, sí aparece en el Diccionario panhispánico de dudas, en donde se explica «República Checa. Nombre oficial de este país de Europa. No hay razones para censurar, en textos de carácter no oficial, el uso de la forma Chequia, surgida por analogía con Eslovaquia». Chequia es el nombre utilizado tanto por el Gobierno checo como por la Unión Europea en su versión en español. En abril de 2016, el presidente, el primer ministro, los jefes del Parlamento y el ministro de Asuntos Exteriores de la República eligieron Chequia como nombre corto oficial, a la espera de comunicarlo oficialmente a las Naciones Unidas.

## Historia

### Edad Media

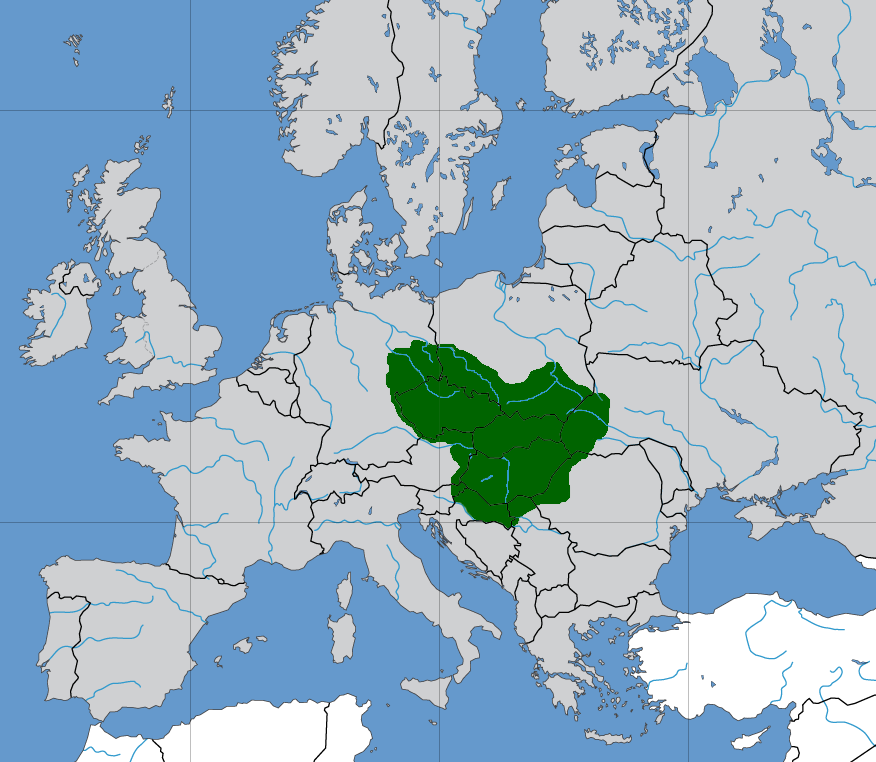
El imperio de Gran Moravia durante el reinado de Svatopluk I en el siglo d. C.

El territorio checo fue unificado a finales del siglo ix por la dinastía de los přemyslitas (checo Přemyslovci; este nombre significa los que piensan mucho). El reino de Bohemia fue un poder regional significante, con el rey de Bohemia como uno de los siete electores del emperador del Sacro Imperio Romano Germánico. Las minas de oro convirtieron el reino en un poder que no tenía impuestos, y podía reclutar mercenarios casi sin límite, pues la riqueza de las minas mantuvo el poder del reino hasta su agotamiento.

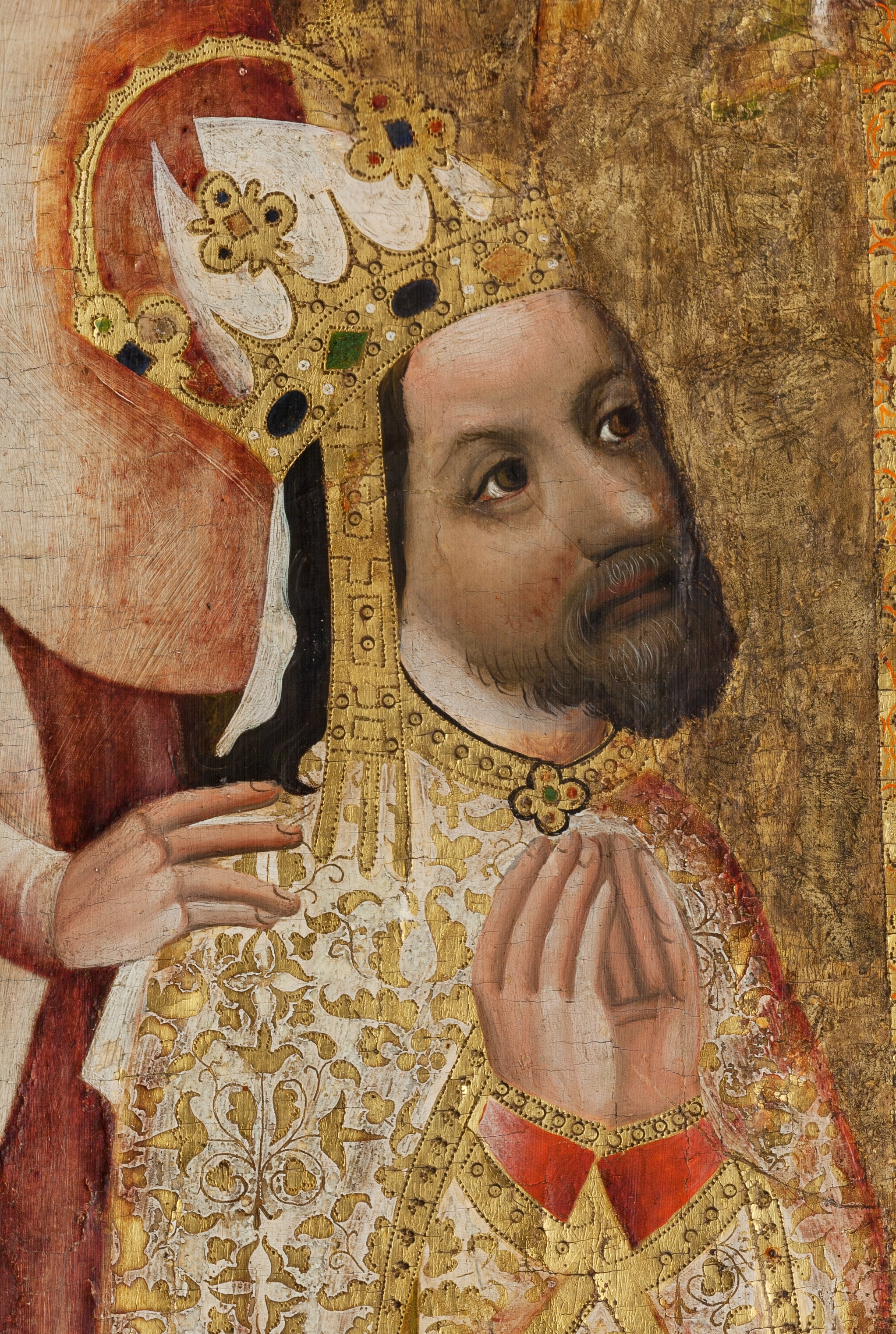
Carlos IV (1316–78), undécimo rey de Bohemia y emperador del Sacro Imperio.

Durante los quinientos años siguientes fue un reino estable, centro de cultura y educación en la Europa Central. Durante el reinado de Carlos IV de Luxemburgo (1344-1378), Bohemia vivió su época de oro (siempre auspiciado por las minas del mismo metal). Carlos IV convirtió a esta monarquía en la capital del Sacro Imperio Romano Germánico. En el año 1348 fundó la Universidad Carolina de Praga, el centro de estudios superiores más antiguo de la Europa Central.
A la muerte de Carlos IV, comienza un período de decadencia del reino e inestabilidad política. Uno de los factores fueron los conflictos religiosos, como las guerras husitas provocadas por la quema en la hoguera del reformista Jan Hus en 1415 en el Concilio de Constanza.

### Edad Moderna
Después de la dinastía de los reyes polacos Jagellón, fue elegido en 1526 al trono checo el español Fernando I de Habsburgo, nieto de los Reyes Católicos e hijo de Juana I de Castilla. Con este acto, y por casi cuatrocientos años, los Habsburgo ocuparon la corona checa y, por ende, pasó a formar parte del Imperio austriaco, posteriormente Austrohúngaro.
A partir de entonces y durante los siglos xvi, xvii y parte del xviii las relaciones checo-españolas recibieron un fuerte impulso, principalmente potenciado por la población católica, que veía a España como potencia protectora y garante de esta religión. La nobleza católica checa se orientó hacia España a través de enlaces matrimoniales con miembros de la corte española que había llegado a Praga con Fernando I, formada por consejeros, secretarios, embajadores y también artistas. Estas familias checo-españolas fueron el origen de lo que posteriormente se ha denominado «facción española». Esta facción española estaba formada por checos católicos procedentes de la nobleza —como las familias Dietrichstein, Lobkowicz, Pernstejn y Rozmberk, entre otras— y del clero, en el que sobresalían los jesuitas del Clementinum. La facción española era reducida en número pero muy influyente en términos políticos, económicos y culturales, y actuaron como transmisores de cultura y costumbres españolas, adquiridas como símbolos de prestigio y que traspasaron a sus descendientes. Así, la influencia española en Bohemia se mantuvo tras la muerte de Fernando I. La moda española dominó el ambiente checo durante los siglos xvi y xvii, especialmente bajo el reinado de Rodolfo II (1576-1612), aferrado al protocolo y vestimenta española, y aficionado al coleccionismo de objetos exóticos provenientes de la América española. En la sociedad checa lo español tendió a identificarse con el lujo y la religión católica. Los no católicos denominaban a los católicos checos «spanihelé» ('españoles'). Otra vía muy importante de expansión de la influencia española en Bohemia fue la actuación de las órdenes religiosas, principalmente de los jesuitas, llegados desde España en la década de 1520,[cita requerida] antes del comienzo del reinado de Fernando I. Los jesuitas reformaron las universidades checas y mejoraron su nivel. En algunos lugares del país fue habitual que los rectores de las universidades fueran personajes españoles. Una de las figuras españolas más importantes en el ámbito académico checo fue Rodrigo de Arriaga, el filósofo jesuita más importante de su época, estudiado y citado frecuentemente por Descartes y Leibniz y por el que nació el dicho «Videre Pragam et audire Arriagam» ('ver Praga y escuchar a Arriaga'). Otras órdenes religiosas también influyeron decisivamente en el ambiente cultural checo, como la orden benedictina con la figura de Juan Caramuel, prior del monasterio de Emaús.
Bohemia sufrió guerras devastadoras en los siglos xvii y xviii, como la guerra de los Treinta Años y la guerra de los Siete Años durante el reinado de María Teresa en 1756-1763, pero también se benefició del impulso económico y social que vivió la monarquía durante los siglos xviii y xix, que convirtieron a Bohemia en el corazón industrial de la Monarquía.

### Edad Contemporánea

Checoslovaquia entre 1969 y 1990.

Después del colapso del Imperio austrohúngaro tras la Primera Guerra Mundial, los checos junto con sus vecinos los eslovacos y los rutenos se unieron para formar la república independiente de Checoslovaquia en 1918. Este nuevo país contenía a una gran minoría alemana, lo cual llevó a la disolución de Checoslovaquia cuando Alemania anexó a esta minoría en virtud de los Acuerdos de Múnich en 1938 y Eslovaquia declaró su independencia. El Estado checo restante fue ocupado por los alemanes en 1939.
Al finalizar la Segunda Guerra Mundial, Checoslovaquia se convirtió en un Estado socialista alineado con la Unión Soviética. En 1968, una intervención armada de las fuerzas del Pacto de Varsovia terminó con una serie de reformas impulsadas por el entonces primer ministro Alexander Dubček, conocidas como la Primavera de Praga, tendentes según sus partidarios a crear un «socialismo con rostro humano». En 1989, Checoslovaquia adoptó el multipartidismo y empezó a abandonar progresivamente la economía socialista, lo que se conoce como Revolución de Terciopelo. El 1 de enero de 1993, Checoslovaquia se dividió en dos por decisión parlamentaria. Desde entonces, la República Checa, por un lado, y Eslovaquia, por otro, son dos países independientes.
La República Checa se adhirió a la OTAN en 1999 y a la Unión Europea en 2004.

## Gobierno y política

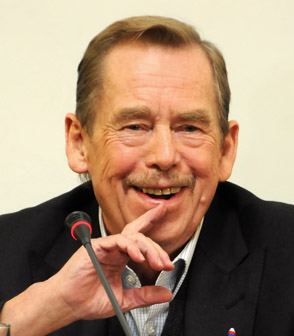
Václav Havel fue el primer presidente de la República Checa.

La República Checa es una democracia parlamentaria, cuya Constitución y la Carta de los Derechos y Libertades Fundamentales (parte integrante de la Carta Magna de la República Checa) fueron ratificadas el 16 de diciembre de 1992 y entraron en vigencia el primero de enero de 1993.
El derecho civil está basado en el sistema legal austrohúngaro. El sistema legal se encuentra actualmente en la etapa final de armonización con la legislación de la Unión Europea.
El presidente de la República Checa es quien ejerce las funciones de jefe de Estado. El presidente de la República era elegido en elecciones indirectas por las dos cámaras del Parlamento en sesión conjunta, hasta que en el año 2013 fue elegido por primera vez un presidente por votación directa; el mandato presidencial es de cinco años.

### Política exterior
Su pertenencia a la Unión Europea es el eje central de la política exterior de la República Checa. La República Checa tomó la presidencia de la Unión Europea durante la primera mitad de 2009.
La República Checa ha sido clasificada como uno de los países más seguros o pacíficos durante las últimas décadas. Es miembro de las Naciones Unidas, la Unión Europea, la OTAN, la OCDE, el Consejo de Europa y es observador de la Organización de Estados Americanos. Las embajadas de la mayoría de los países con relaciones diplomáticas con la República Checa están situadas en Praga, mientras que los consulados se encuentran en todo el país.
El pasaporte checo está restringido por los visados. Según el Índice de Restricciones de Visado de Henley & Partners de 2018, los ciudadanos checos tienen acceso sin visado a 173 países, lo que les sitúa en el séptimo puesto junto con Malta y Nueva Zelanda. La Organización Mundial del Turismo sitúa el pasaporte checo en el puesto veinticuatro. El Programa de Exención de Visado de Estados Unidos se aplica a los ciudadanos checos.

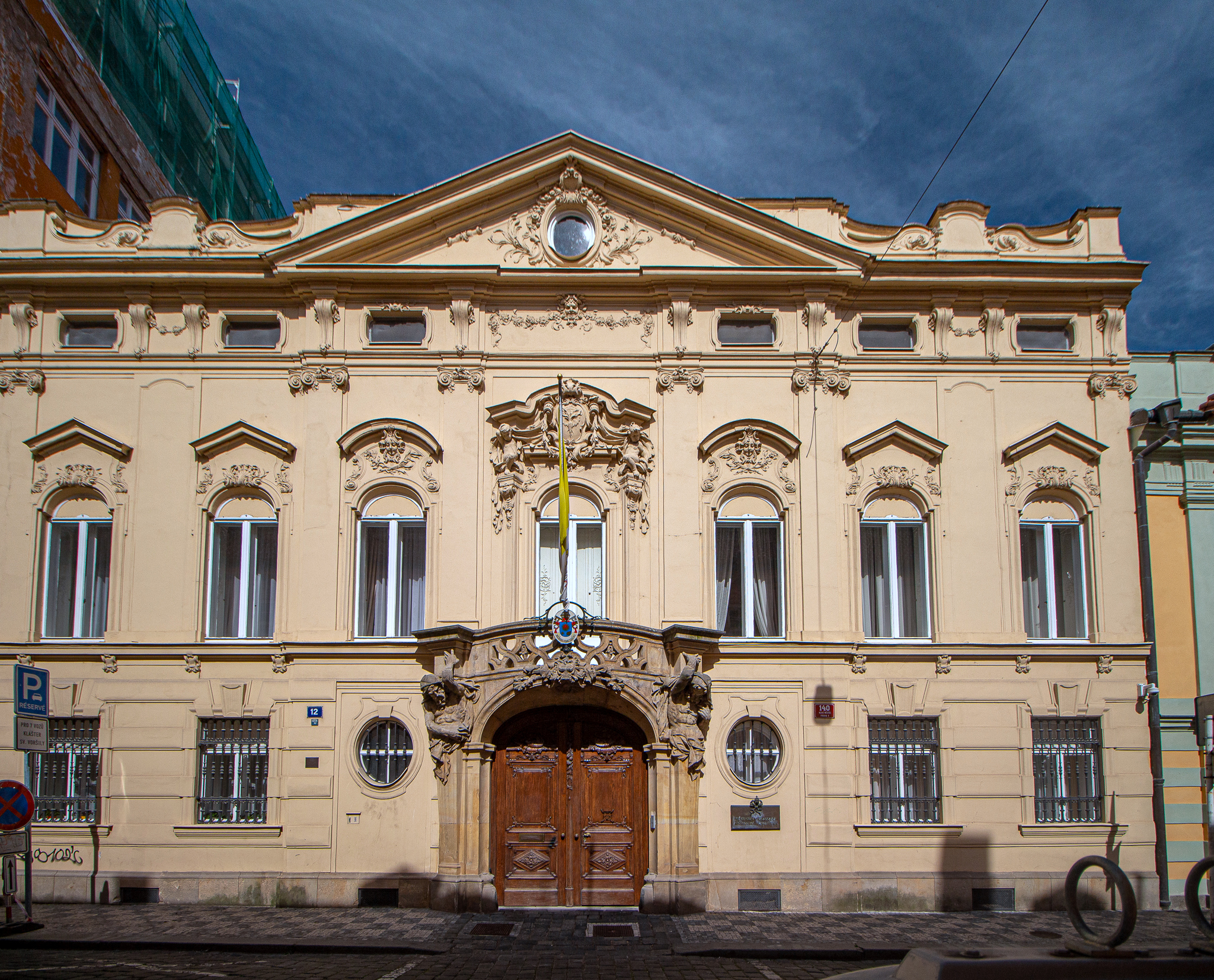
La nunciatura apostólica, la embajada de la Ciudad del Vaticano en Praga

El primer ministro y el ministro de Asuntos Exteriores son los principales responsables de la política exterior, aunque el presidente también tiene influencia y representa al país en el extranjero. La pertenencia a la Unión Europea y a la OTAN es fundamental para la política exterior de la República Checa. La Oficina de Relaciones Exteriores e Información (ÚZSI) es la agencia de inteligencia exterior responsable del espionaje y de la información sobre política exterior, así como de la protección de las embajadas de la República Checa en el extranjero.
La República Checa mantiene vínculos con Eslovaquia, Polonia y Hungría como miembro del Grupo de Visegrado, así como con Alemania, Israel, Estados Unidos y la Unión Europea y sus miembros.
Los funcionarios checos han apoyado a disidentes en Bielorrusia, Moldavia, Myanmar y Cuba.
Entre los diplomáticos checos famosos del pasado se encuentran el conde Felipe Kinsky de Wchinitz y Tettau, Karl Philipp, príncipe de Schwarzenberg, Edvard Beneš, Jan Masaryk, Jiří Dienstbier y el príncipe Karel Schwarzenberg.

### Defensa

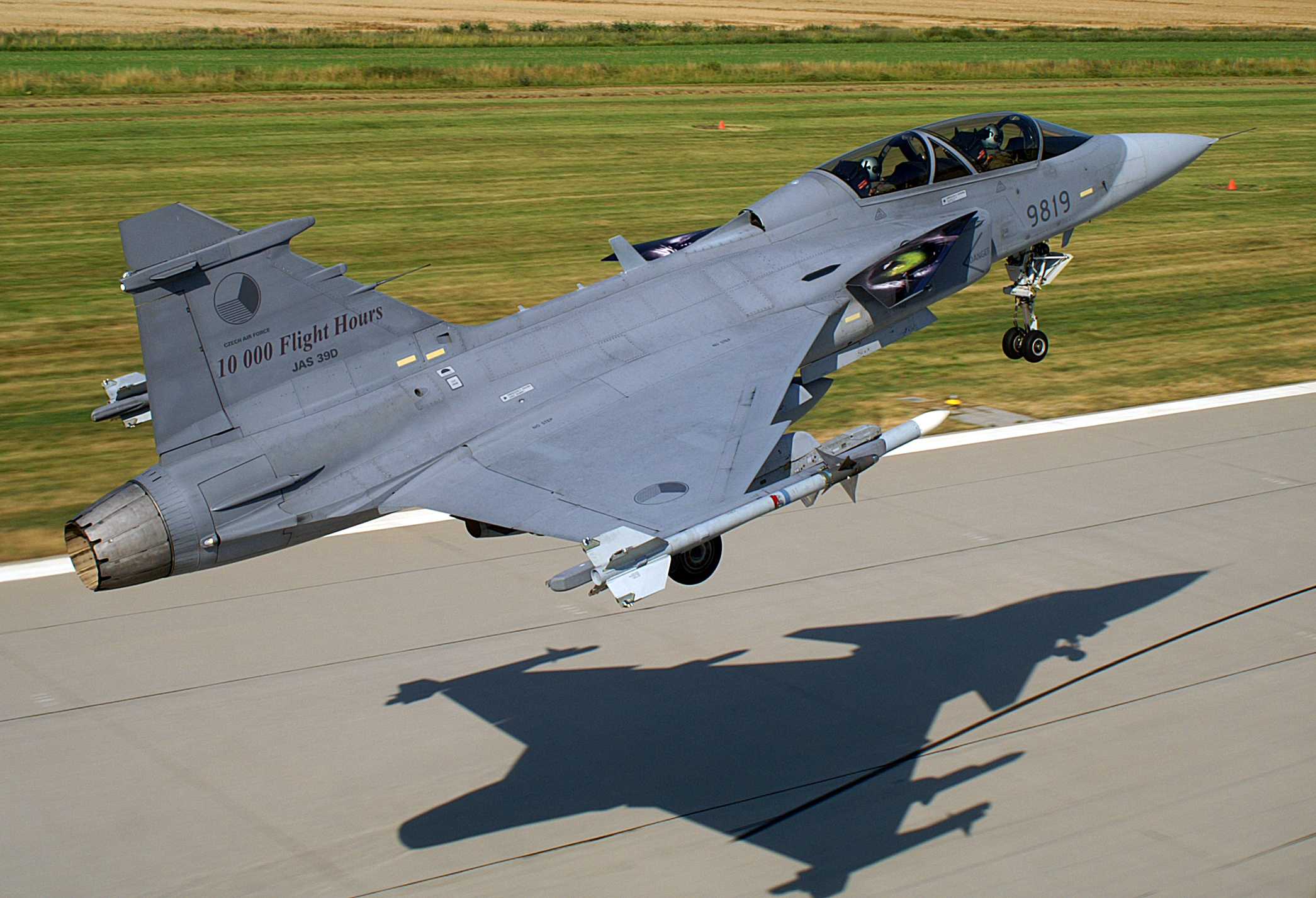
Saab JAS-39 Gripen de la Fuerza Aérea Checa despegando de su base

Las fuerzas armadas checas están formadas por las Fuerzas Terrestres Checas, las Fuerza Aérea Checas y por unidades de apoyo especializadas. Las fuerzas armadas son gestionadas por el Ministerio de Defensa. El presidente de la República Checa es el comandante en jefe de las fuerzas armadas. En 2004 el ejército se transformó en una organización totalmente profesional y se suprimió el servicio militar obligatorio. El país es miembro de la OTAN desde el 12 de marzo de 1999. El gasto en defensa es de aproximadamente el 1,28 % del PIB (2021). Las fuerzas armadas se encargan de proteger a la República Checa y a sus aliados, de promover los intereses de seguridad global y de contribuir con las solicitudes de la OTAN.
Como miembro de la OTAN, los militares checos han participado en las operaciones Resolute Support y KFOR y ha desplegado soldados en Afganistán, Mali, Bosnia y Herzegovina, Kosovo, Egipto, Israel y Somalia. La Fuerza Aérea checa también sirvió en los países bálticos y en Islandia. El equipamiento principal de los militares checos incluye cazas polivalentes JAS 39 Gripen, aviones de combate Aero L-159 Alca, helicópteros de ataque Mi-35, vehículos blindados (Pandur II, OT-64, OT-90, BVP-2) y tanques (T-72 y T-72M4CZ).
Los soldados y líderes militares checos, y por tanto checoslovacos, más famosos del pasado fueron Jan Žižka, Albrecht von Wallenstein, Karl Philipp, príncipe de Schwarzenberg, Joseph Radetzky von Radetz, Josef Šnejdárek, Heliodor Píka, Ludvík Svoboda, Jan Kubiš, Jozef Gabčík, František Fajtl y Petr Pavel.

### Justicia
La República Checa es un Estado unitario, con un sistema de derecho civil de tipo continental, arraigado en la cultura jurídica germánica. La base del sistema jurídico es la Constitución de la República Checa adoptada en 1993. El Código Penal está en vigor desde 2010. En 2014 entró en vigor un nuevo Código Civil. El sistema judicial incluye los tribunales de distrito, de condado y el tribunal supremo, y se divide en las ramas civil, penal y administrativa. 

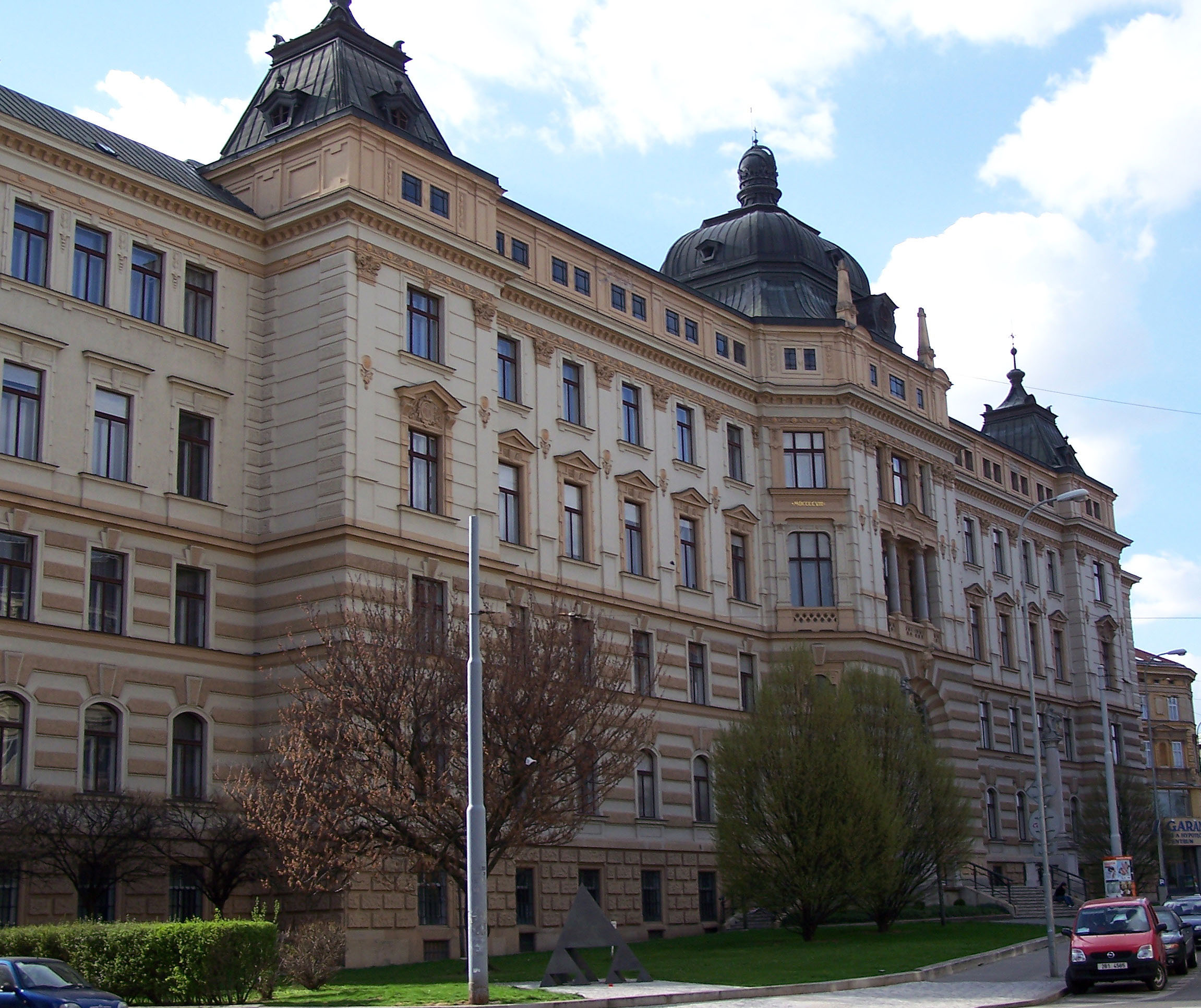
Palacio de Justicia de Brno.

El poder judicial checo cuenta con un triunvirato de tribunales supremos. El Tribunal Constitucional está formado por quince jueces constitucionales y supervisa las violaciones de la Constitución por parte del poder legislativo o del gobierno. El Tribunal Supremo está formado por setenta y siete jueces y es el tribunal de mayor apelación para la mayoría de los casos legales que se ventilan en la República Checa. El Tribunal Administrativo Supremo decide sobre cuestiones de procedimiento y propiedad administrativa. También tiene jurisdicción sobre ciertos asuntos políticos, como la formación y el cierre de los partidos políticos, los límites jurisdiccionales entre las entidades gubernamentales y la elegibilidad de las personas para presentarse a los cargos públicos. El Tribunal Supremo y el Tribunal Administrativo Supremo tienen su sede en Brno, al igual que la Fiscalía Suprema.

### Derechos humanos
En materia de derechos humanos, respecto a la pertenencia a los siete organismos de la Carta Internacional de Derechos Humanos, que incluyen al Comité de Derechos Humanos (HRC), República Checa ha firmado o ratificado:
| República Checa | Tratados internacionales | Tratados internacionales  | Tratados internacionales | Tratados internacionales | Tratados internacionales | Tratados internacionales | Tratados internacionales  | Tratados internacionales | Tratados internacionales | Tratados internacionales | Tratados internacionales | Tratados internacionales | Tratados internacionales | Tratados internacionales    | Tratados internacionales | Tratados internacionales  | Tratados internacionales | Tratados internacionales    |
| --- | ------------------------ | ------------------------- | ------------------------ | ------------------------ | ------------------------ | ------------------------ | ------------------------- | ------------------------ | ------------------------ | ------------------------ | ------------------------ | ------------------------ | ------------------------ | --------------------------- | ------------------------ | ------------------------- | ------------------------ | --------------------------- |
| República Checa | CESCR                    | CESCR                     | CCPR                     | CCPR                     | CCPR                     | CERD                     | CED                       | CEDAW                    | CEDAW                    | CAT                      | CAT                      | CRC                      | CRC                      | CRC                         | CRC                      | MWC                       | CRPD                     | CRPD                        |
| República Checa | CESCR                    | CESCR-OP                  | CCPR                     | CCPR-OP1                 | CCPR-OP2-DP              | CERD                     | CED                       | CEDAW                    | CEDAW-OP                 | CAT                      | CAT-OP                   | CRC                      | CRC-OP-AC                | CRC-OP-SC                   | CRC-OP-CP                | MWC                       | CRPD                     | CRPD-OP                     |
| Pertenencia | Firmado y ratificado.    | Ni firmado ni ratificado. | Firmado y ratificado.    | Firmado y ratificado.    | Firmado y ratificado.    | Firmado y ratificado.    | Ni firmado ni ratificado. | Firmado y ratificado.    | Firmado y ratificado.    | Firmado y ratificado.    | Firmado y ratificado.    | Firmado y ratificado.    | Firmado y ratificado.    | Firmado pero no ratificado. | Sin información.         | Ni firmado ni ratificado. | Firmado y ratificado.    | Firmado pero no ratificado. |
| Firmado y ratificado, firmado, pero no ratificado, ni firmado ni ratificado, sin información, ha accedido a firmar y ratificar el órgano en cuestión, pero también reconoce la competencia de recibir y procesar comunicaciones individuales por parte de los órganos competentes. |                          |                           |                          |                          |                          |                          |                           |                          |                          |                          |                          |                          |                          |                             |                          |                           |                          |                             |

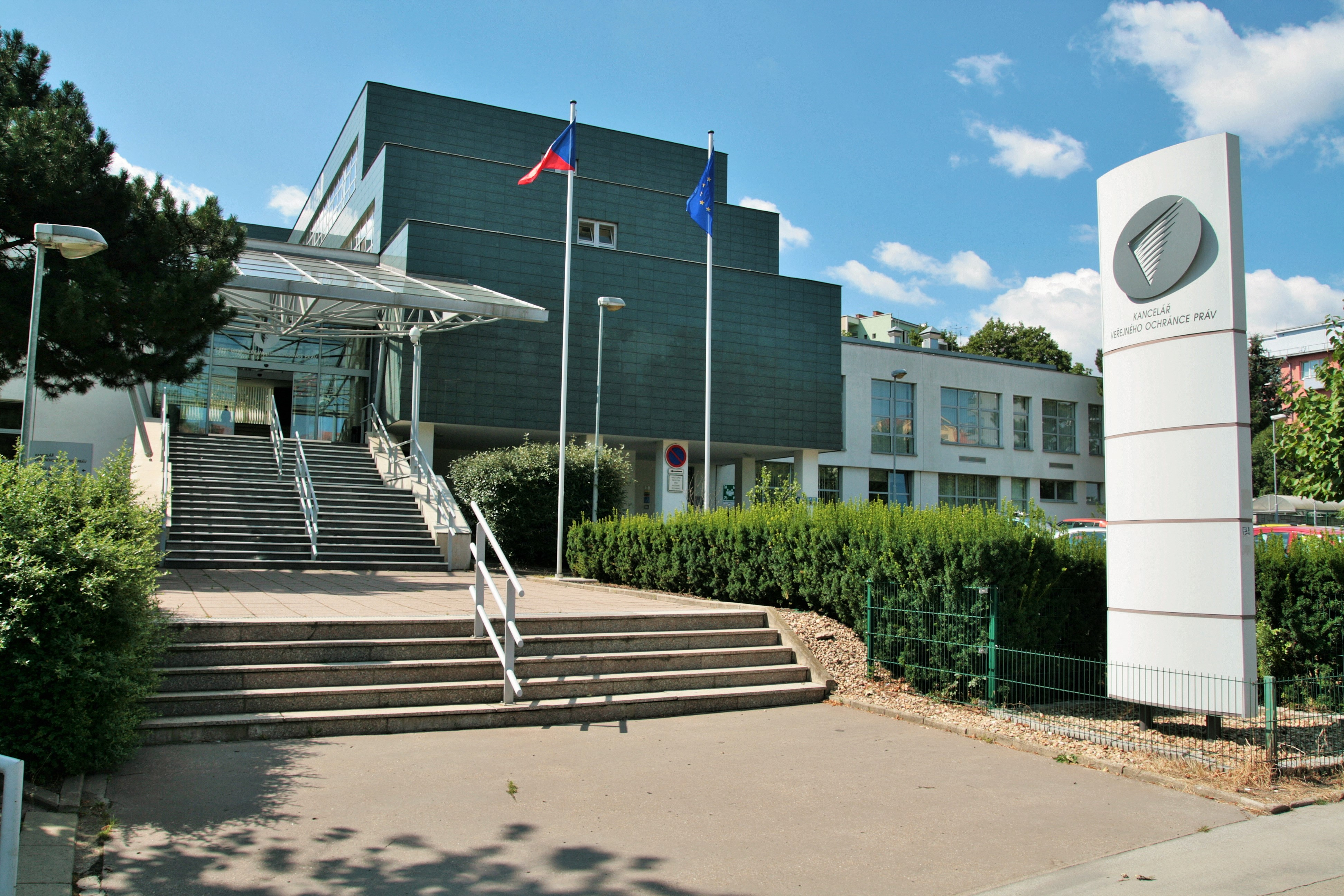
Oficina del Defensor del Pueblo de la República Checa.

Los derechos humanos en la República Checa están garantizados por la Carta de Derechos y Libertades Fundamentales y los tratados internacionales de derechos humanos. No obstante, ha habido casos de violaciones de los derechos humanos como la discriminación de los niños gitanos, por los que la Comisión Europea llegó a pedir una explicación a la República Checa, o la esterilización ilegal de mujeres gitanas, por los que la el gobierno se ha disculpado. Según el comentario del Defensor del Pueblo Stanislav Křeček de 2020, la discriminación contra los gitanos es actualmente mínima, como lo demuestran las estadísticas de las notificaciones enviadas. También se han denunciado violaciones a los derechos humanos en algunos centros para ancianos y en hospitales psiquiátricos.
En 2000, se creó la Oficina del Defensor del Pueblo para proteger los derechos y libertades fundamentales. Sin embargo, la autoridad del Defensor del Pueblo es más bien informal.
Según el Índice de libertad económica, compilado por The Heritage Foundation y The Wall Street Journal, la República Checa es el vigésimo cuarto país más libre del mundo en términos de comercio. Según el Índice Mundial de Libertad de Prensa, elaborado por Reporteros sin Fronteras, la República Checa tiene el vigésimo primer entorno mediático más libre del mundo. (Ambos datos son válidos a partir de 2016).
La promoción de ideas comunistas está prohibida en la República Checa desde 2025 y se castiga con penas de hasta cinco años de prisión.
Praga es la sede de Radio Free Europe / Radio Liberty. Hoy, la estación está ubicada en Hagibor. A principios de la década de 1990, Václav Havel la invitó personalmente a Checoslovaquia.
Las personas del mismo sexo pueden establecer un unión registrada en la República Checa.

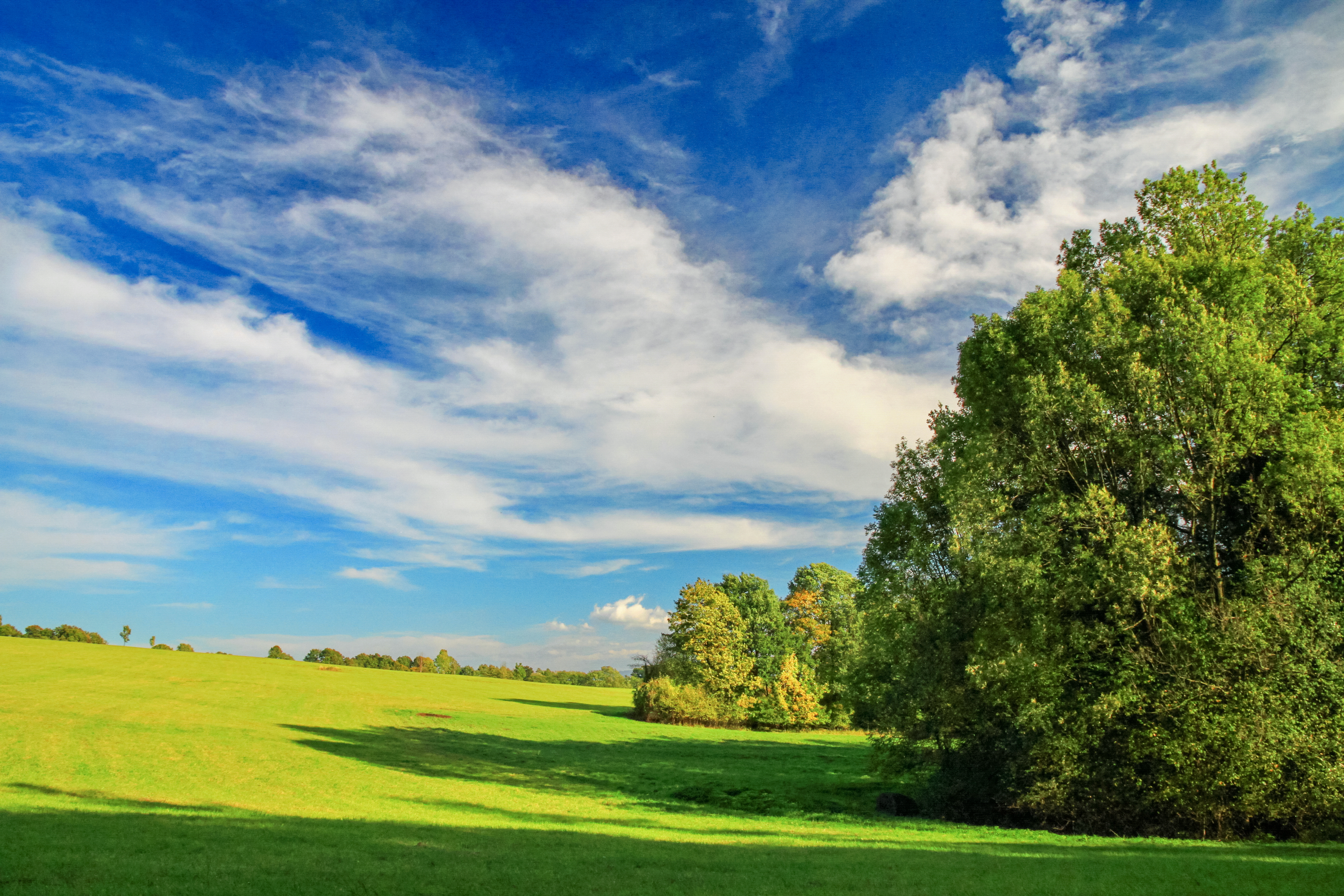
Vista de la pradera de Chotěbuz, región de Moravia-Silesia, República Checa.

## Organización político-administrativa
La República Checa consta de trece regiones (kraje en checo) y una ciudad capital (hlavní město), marcada con un *:
Cada región tiene su propia asamblea regional elegida y un gobernador regional. En Praga, la asamblea y los poderes presidenciales son ejecutados por el consejo de la ciudad y el alcalde.
Los antiguos setenta y seis distritos (okresy, singular okres), incluyendo tres «ciudades estatutarias» (sin Praga, que tenía un estatus especial), perdieron la mayor parte de su importancia en 1999 en una reforma administrativa; se mantienen como divisiones territoriales y sedes de diversas ramas de la administración estatal.

Las unidades administrativas más pequeñas son los obce (municipios). En 2021, la República Checa está dividida en 6.254 municipios. Las ciudades y los pueblos son también municipios. La capital, Praga, es una región y un municipio al mismo tiempo.
| Escudo | Región                                 | Capital          | Habitantes (2005) | Área (km²) |
| ------ | -------------------------------------- | ---------------- | ----------------- | ---------- |
|        | Praga* (Hlavní město Praha)            | Praga            | 1 176 592         | 496        |
|        | Bohemia Meridional (Jihočeský kraj)    | České Budějovice | 626 870           | 10 057     |
|        | Moravia Meridional (Jihomoravský kraj) | Brno             | 1 130 620         | 7067       |
|        | Karlovy Vary (Karlovarský kraj)        | Karlovy Vary     | 304 644           | 3315       |
|        | Hradec Králové (Královéhradecký kraj)  | Hradec Králové   | 547 903           | 4758       |
|        | Liberec (Liberecký kraj)               | Liberec          | 428 291           | 3163       |
|        | Moravia-Silesia (Moravskoslezský kraj) | Ostrava          | 1 251 883         | 5535       |
|        | Olomouc (Olomoucký kraj)               | Olomouc          | 639 033           | 5159       |
|        | Pardubice (Pardubický kraj)            | Pardubice        | 505 584           | 4519       |
|        | Pilsen (Plzeňský kraj)                 | Pilsen           | 550 369           | 7561       |
|        | Bohemia Central (Středočeský kraj)     | Praga            | 1 150 040         | 11 014     |
|        | Ústí nad Labem (Ústecký kraj)          | Ústí nad Labem   | 823 020           | 5335       |
|        | Vysočina (Kraj Vysočina)               | Jihlava          | 510 032           | 6926       |
|        | Zlín (Zlínský kraj)                    | Zlín             | 590 484           | 3964       |

## Geografía

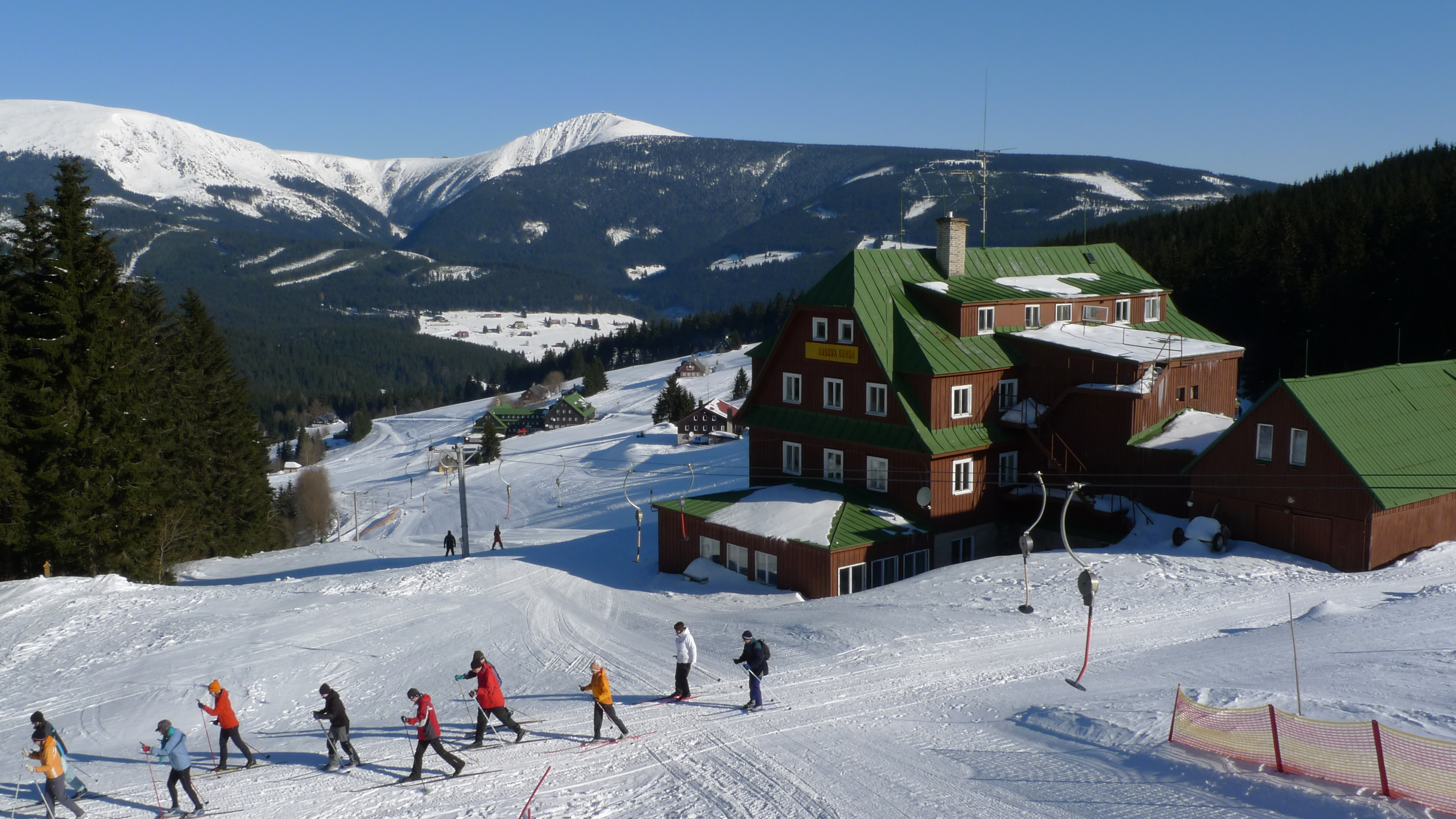
Invierno en las Montañas de los Gigantes.

Ubicada en Europa Central, a unos 50 grados de latitud Norte y 15 de longitud Este. Con una superficie de 78 867 km², comparable con la de Portugal, Austria o Irlanda, este estado tiene una densidad demográfica de 131 hab/km².
En el interior del país aparecen planicies y mesetas ligeramente onduladas, mientras que a lo largo de la frontera, con excepción del sureste del país, se alzan cadenas montañosas que formaban históricamente la frontera natural de los llamados Países Checos. El punto más bajo es la salida del río Elba del territorio checo, mientras que el más alto es el monte Sněžka, con 1602 metros de altitud.
El bioma dominante es el bosque templado de frondosas, aunque también está presente el bosque templado de coníferas en los Cárpatos. WWF divide el territorio de la República Checa entre cuatro ecorregiones:
- Bosque de frondosas de Europa occidental, en las tierras altas del oeste
- Bosque mixto de Panonia, en el sureste
- Bosque montano de los Cárpatos, en el extremo este
- Bosque mixto de Europa central, en el resto del país.

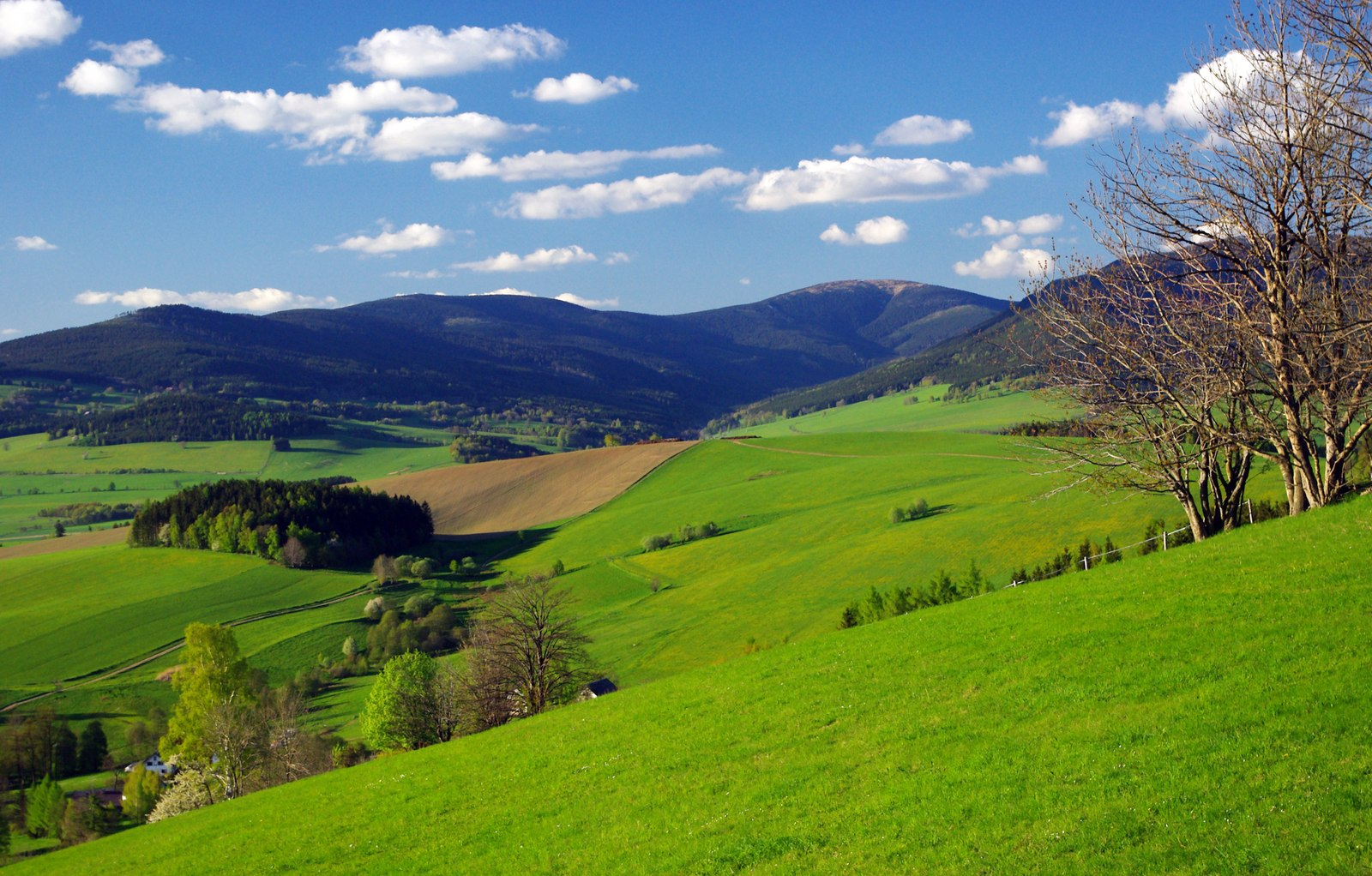
Colinas de Králický Sněžník.

### Geomorfología
La República Checa está rodeada de cadenas montañosas en sus bordes. En la frontera suroeste de la República Checa se encuentra el Šumava (de 1000 a 1400 metros), en el noroeste el Krušné hory (1.244 metros) y en el norte los Krkonoše y Hrubý Jeseník. La frontera oriental con Eslovaquia está formada por los Cárpatos Blancos y de Beskydy y el río Morava. Solo la frontera sur con la Baja Austria discurre en gran parte por un río, el Dyje, de fuertes meandros.
La estructura geomorfológica de la República Checa divide el país en dos sistemas basados en la formación de las montañas. El Macizo de Bohemia, que ocupa unas tres cuartas partes del país, forma parte de los Variscides centroeuropeos. La parte checa de los Cárpatos, en el sureste, pertenece al sistema montañoso alpino. Las subprovincias están compuestas por paisajes de cuenca rodeados y subdivididos por montañas. Las tierras altas de Bohemia-Moravia (entre 600 y 800 metros) separan la cuenca de Bohemia de las tierras bajas del sur de Moravia. El Karst de Moravia es rico en cuevas de piedra caliza. Moravia comparte las estribaciones de los Cárpatos en el este y la cuenca de Viena en el sur.

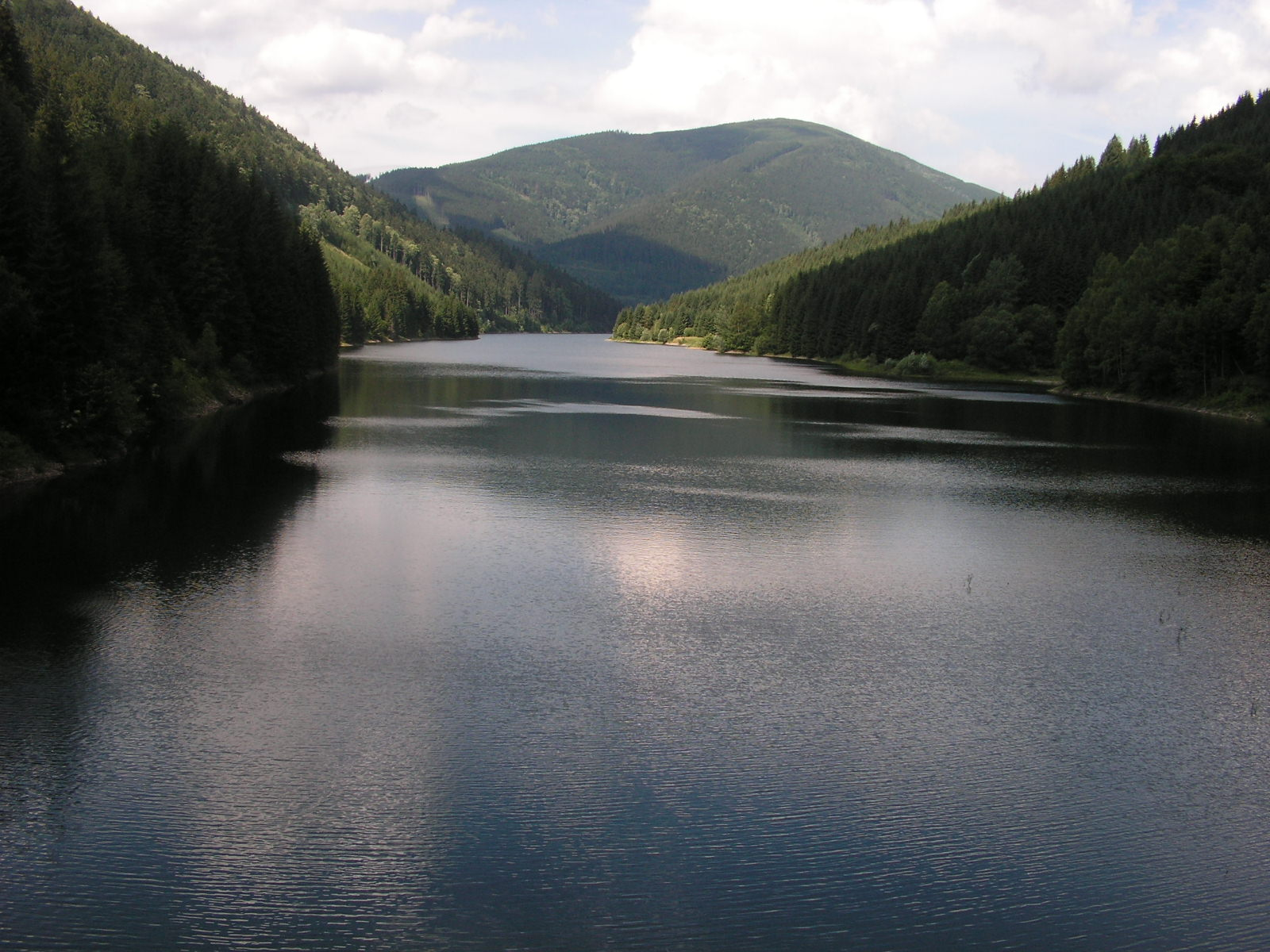
El embalse Šance.

### Hidrografía
La principal cuenca hidrográfica europea discurre por las crestas de los bosques del Alto Palatinado y de Bohemia, las tierras altas de Bohemia-Moravia, los Beskids y los Cárpatos occidentales.
El Elba (Labe) desagua una gran parte de la República Checa en el Mar del Norte. Su afluente, el Moldava, es el río más largo del territorio checo con 433 kilómetros.
En Silesia, el Oder (Odra) desagua con el Opava en el mar Báltico.
El Morava desagua al sur a través del Danubio en el Mar Negro. Su mayor afluente es el Dyje (Thaya).
En la República Checa hay relativamente pocos lagos naturales, siendo el más grande el Černé jezero en la Selva de Bohemia (Šumava). Sin embargo, la cría en estanques se practica desde el siglo XII. El mayor sistema de estanques de peces se encuentra en Třeboňsko, en el sur de Bohemia. En el siglo XX, la construcción de presas creó numerosos lagos artificiales para la protección contra las inundaciones, la generación de energía y el ocio. Los mayores embalses se encuentran a lo largo de la cascada del Moldava.

### Clima
La República Checa tiene un clima templado, situado en la zona de transición entre los tipos de clima oceánico y continental, con veranos cálidos e inviernos fríos, nublados y nevados. La diferencia de temperatura entre el verano y el invierno se debe a la posición geográfica sin salida al mar.

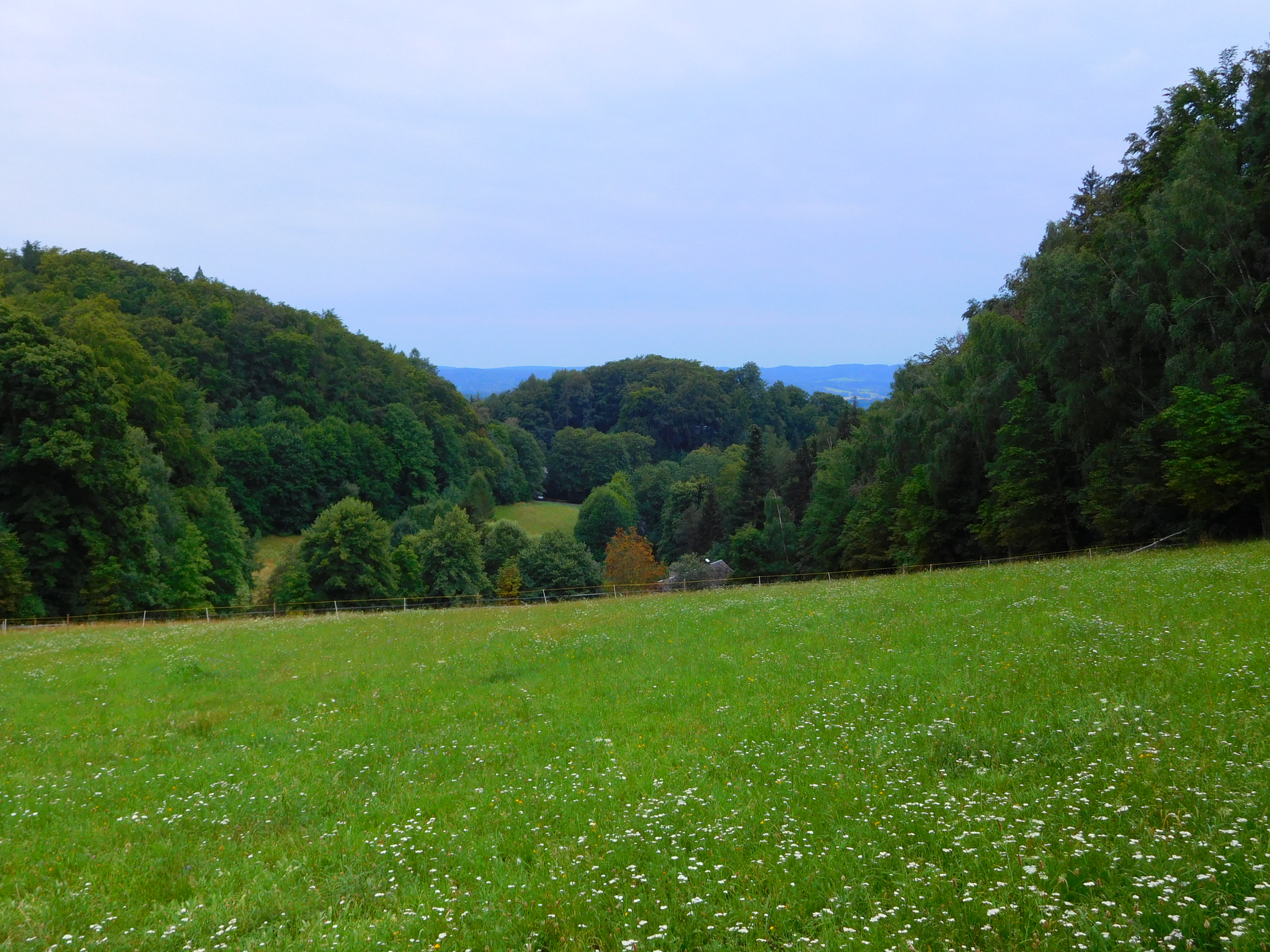
Verano en Trutnov.

Las temperaturas varían en función de la altitud. En general, a mayor altitud, las temperaturas disminuyen y las precipitaciones aumentan. La zona más húmeda de la República Checa se encuentra alrededor de Bílý Potok, en las montañas de Jizera, y la región más seca es el distrito de Louny, al noroeste de Praga. Otro factor es la distribución de las montañas.
En el pico más alto de Sněžka (1603 m o 5259 pies), la temperatura media es de −0,4 °C, mientras que en las tierras bajas de la región de Moravia del Sur, la temperatura media alcanza los 10 °C. La capital del país, Praga, tiene una temperatura media similar, aunque está influida por factores urbanos.
El mes más frío suele ser enero, seguido de febrero y diciembre. Durante estos meses, hay nieve en las montañas y, a veces, en las ciudades y tierras bajas. Durante marzo, abril y mayo, la temperatura suele aumentar, sobre todo en abril, cuando la temperatura y el tiempo tienden a variar durante el día. La primavera también se caracteriza por un mayor nivel de agua en los ríos, debido al deshielo, con ocasionales inundaciones.
El mes más cálido del año es julio, seguido de agosto y junio. Por término medio, las temperaturas estivales son entre 20 y 30 °C más altas que en invierno. El verano también se caracteriza por las lluvias y las tormentas.

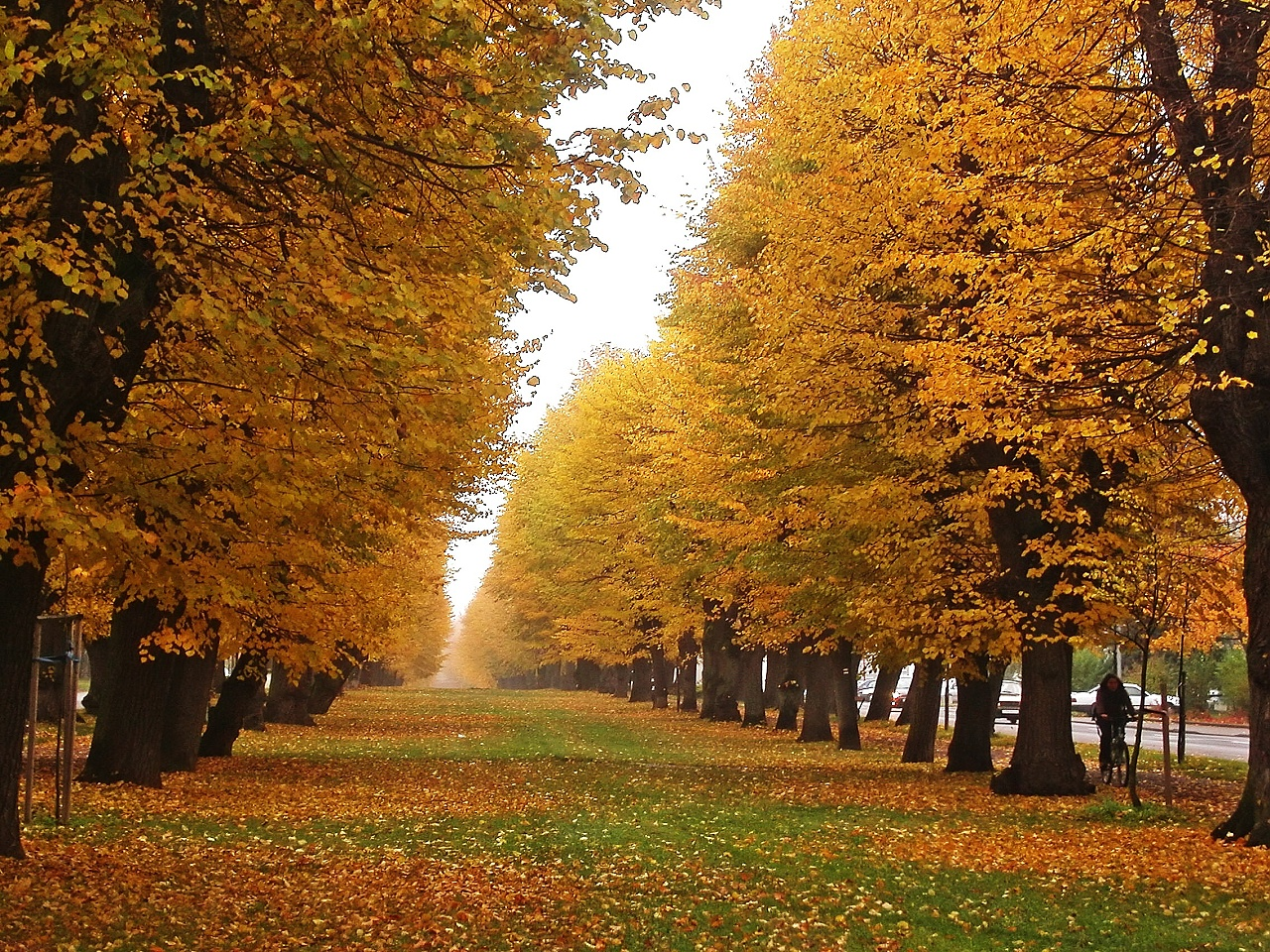
Paisaje de otoño en Jičín.

El otoño suele comenzar en septiembre, que sigue siendo cálido y seco. Durante el mes de octubre, las temperaturas suelen descender por debajo de los 15 °C o 10 °C y los árboles de hoja caduca comienzan a desprenderse de sus hojas. A finales de noviembre, las temperaturas suelen rondar el punto de congelación.
La temperatura más fría que se ha medido fue en Litvínovice, cerca de České Budějovice, en 1929, con −42,2 °C y la más cálida, con 40,4 °C en Dobřichovice en 2012.
La mayor parte de la lluvia cae durante el verano. Las precipitaciones esporádicas se producen a lo largo del año (en Praga, el número medio de días al mes en los que llueve al menos 0,1 mm varía de 12 en septiembre y octubre a 16 en noviembre), pero las precipitaciones concentradas (días con más de 10 mm por día) son más frecuentes en los meses de mayo a agosto (una media de unos dos días de este tipo al mes) Se producen tormentas eléctricas severas, que producen vientos en línea recta dañinos, granizo y ocasionalmente tornados, especialmente durante el periodo estival.

### Flora y fauna

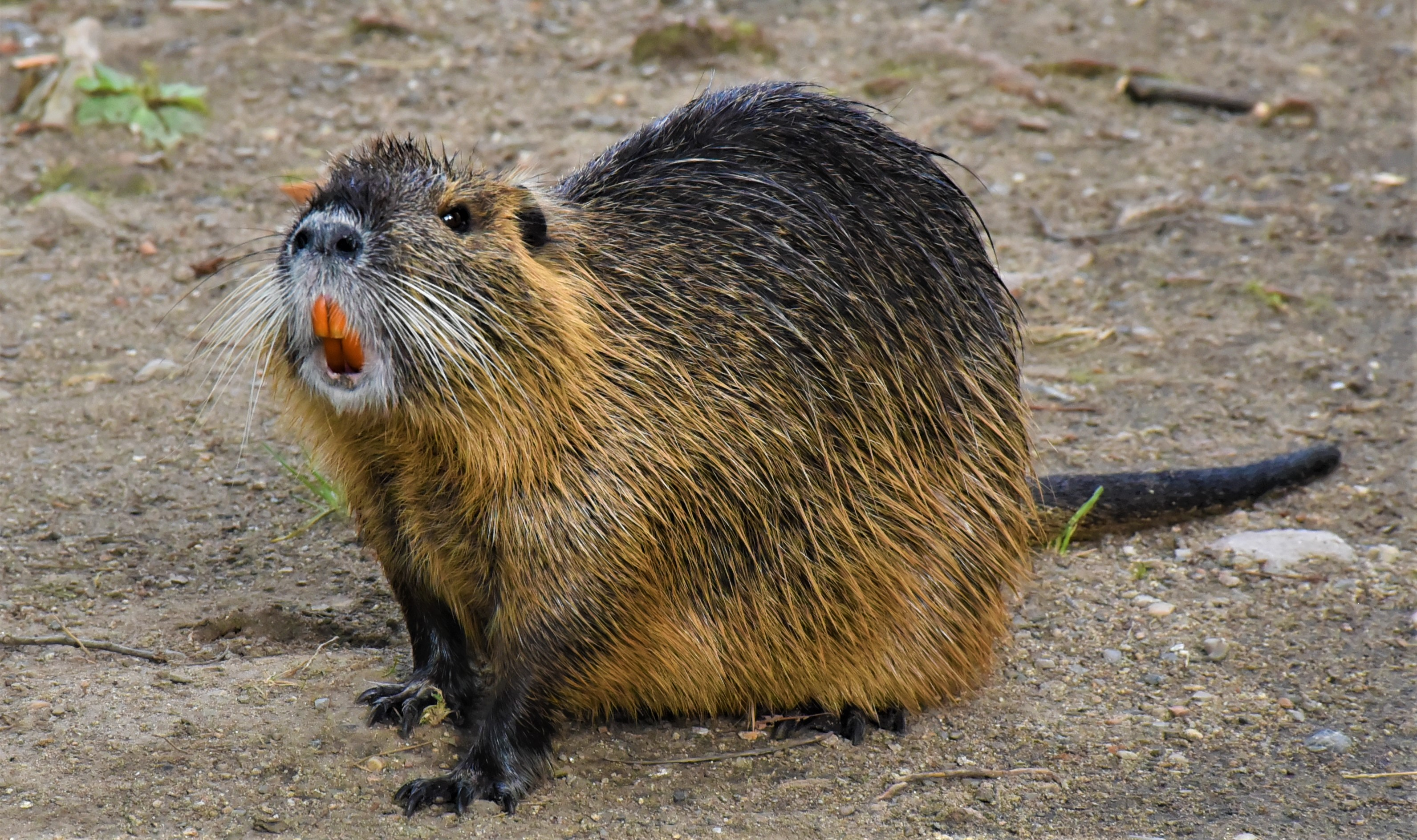
Una nutria (Myocastor coypus) en la República Checa.

La flora y la fauna de la República Checa dan testimonio del entrelazamiento de las direcciones principales por las que la flora y la fauna se difunden en Europa. Los bosques cubren el 33 % de la superficie terrestre total. Los bosques mixtos de robles, abetos y piceas son típicos de la República Checa. En la composición de especies, sin embargo, predominan las coníferas (alrededor de dos tercios) en comparación con los árboles de hoja caduca, aunque se invirtió la proporción natural original. Este cambio se debe principalmente a la plantación masiva de abetos, que se inició en el territorio en el siglo XVIII. En los bosques checos hay animales típicos del bioma de los bosques mixtos de la zona de clima templado. 
Aproximadamente tres mil quinientas especies de plantas crecen en la República Checa, de las cuales más de dos mil quinientas son nativas. Se cultivan quinientas especies de árboles más comunes y aproximadamente dos mil taxones de árboles. Las especies más comunes de animales salvajes son las liebres, las nutrias y las martas. Faisanes, perdices, jabalíes, ciervos, patos y gansos predominan en los bosques y campos. Las águilas y las garzas son más raras. Los lobos y los osos pardos también se encuentran en el noreste de Moravia, aunque raramente. El número total de especies animales en la República Checa se estima en 40 000, de las cuales al menos 28 124 especies son invertebrados.

## Economía

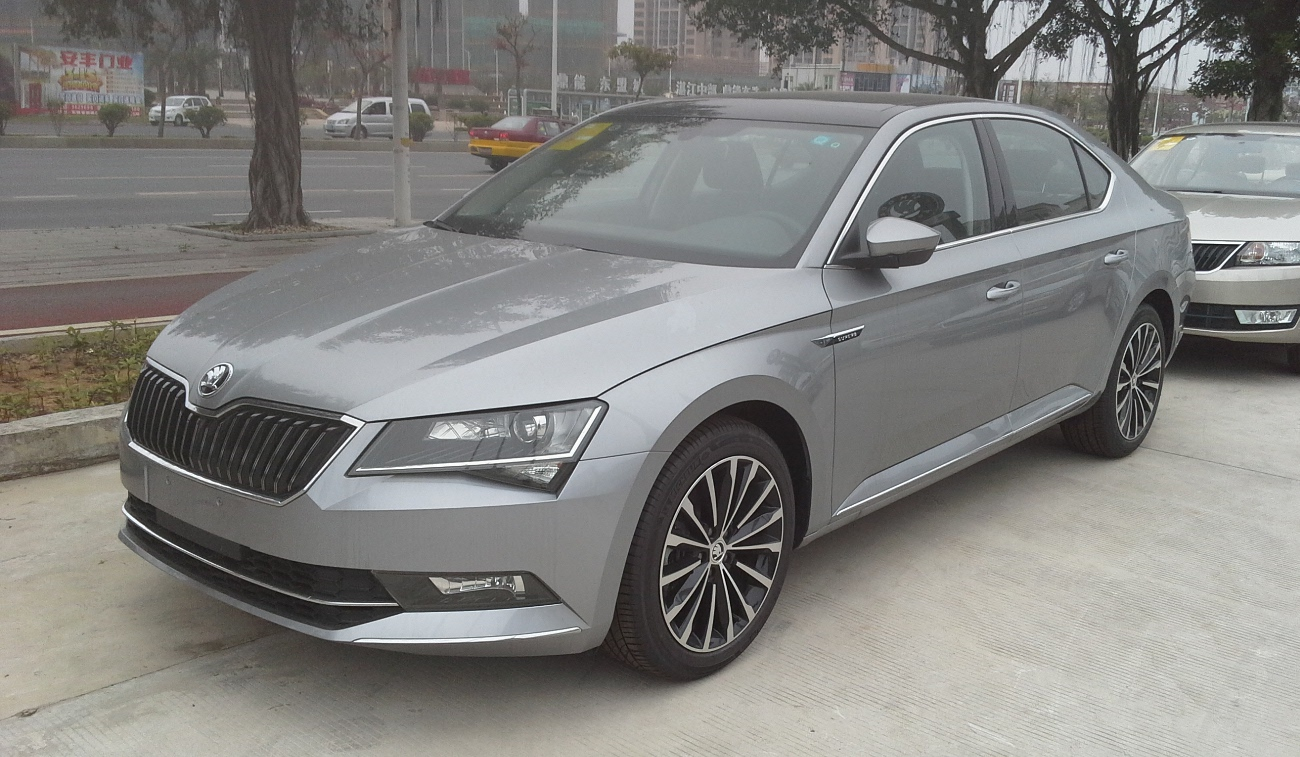
Škoda Auto, perteneciente al Grupo Volkswagen, es una de las empresas del sector de automoción más grandes de Europa. En 2010 vendió 762 500 vehículos, lo que constituyó un récord para la compañía.

La República Checa posee una economía altamente desarrollada, con un PIB per cápita de 82 % del promedio de la Unión Europea. La República Checa es además una de las más estables y prósperas economías dentro de los países del antiguo bloque soviético, con un crecimiento económico sobre el 6 % anual durante los años previos a las crisis del 2008, principalmente impulsado por las exportaciones al resto de países de la Unión Europea, en especial a Alemania, y por la demanda interna. Recientemente se ha acordado la venta de un 7 % de las acciones del productor de energía, grupo CEZ (Skupina ČEZ). Un estudio realizado en 2009 encontró que la mayoría de los economistas están a favor de continuar con la liberalización en la mayoría de los sectores de la economía.

### Industria
En 2018 las mayores empresas por ingresos en la República Checa fueron: el fabricante de automóviles Škoda Auto, la empresa de servicios públicos ČEZ Group, el conglomerado Agrofert, la empresa de comercio de energía EPH, la empresa de procesamiento de petróleo Unipetrol, el fabricante de productos electrónicos Foxconn CZ y el productor de acero Moravia Steel. Otras empresas checas de transporte son: Škoda Transportation (tranvías, trolebuses, metro), Tatra (camiones pesados, el segundo fabricante de automóviles más antiguo del mundo), Avia (camiones medianos), Karosa y SOR Libchavy (autobuses), Aero Vodochody (aviones militares), Let Kunovice (aviones civiles), Zetor (tractores), Jawa Moto (motocicletas) y Čezeta (scooters eléctricos).
Škoda Transportation es el cuarto mayor productor de tranvías del mundo; casi un tercio de todos los tranvías del mundo proceden de fábricas checas. La República Checa es también el mayor fabricante de discos de vinilo del mundo, con GZ Media produciendo unos seis millones de piezas al año en Loděnice. Česká zbrojovka se encuentra entre los diez mayores productores de armas de fuego del mundo y cinco que producen armas automáticas.

### Turismo

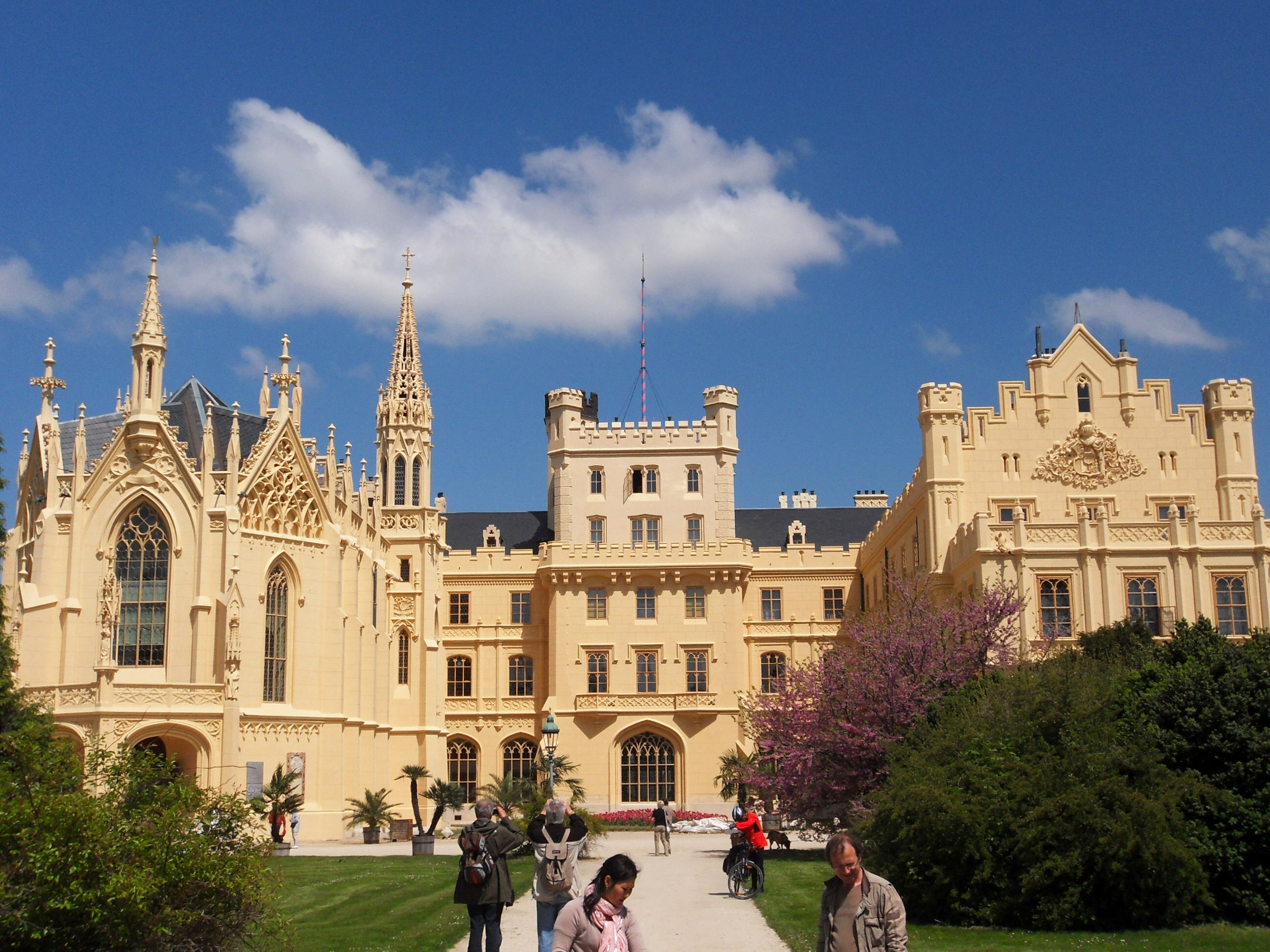
Castillo de Lednice

Para 2015 Praga fue la quinta ciudad más visitada de Europa, después de Londres, París, Estambul y Roma. En 2001, los ingresos totales del turismo alcanzaron los 118 000 millones de coronas checas, lo que supuso el 5.5 % del PNB y el 9 % de los ingresos totales por exportaciones. El sector emplea a más de ciento diez mil personas, más del 1 % de la población. Las guías turísticas y algunos turistas se quejan de los sobreprecios por parte de los taxistas y problemas de carterismo, principalmente en Praga, aunque la situación ha mejorado recientemente. Desde 2005, el alcalde de Praga, Pavel Bém, ha trabajado para mejorar esta reputación tomando medidas contra la pequeña delincuencia y, al margen de estos problemas, Praga es una ciudad «segura». El Departamento de Estado de Estados Unidos califica el índice de criminalidad de la República Checa como «bajo».
El patrimonio arquitectónico es un objeto de interés para los visitantes - incluye castillos y palacios de diferentes épocas históricas, como el Castillo de Karlštejn, Český Krumlov y el Paisaje Cultural de Lednice-Valtice. Hay doce catedrales y quince iglesias elevadas al rango de basílica por el papa, monasterios tranquilos.
Lejos de las ciudades, zonas como el Paraíso de Bohemia, el Bosque de Bohemia y los Montes Gigantes atraen a los visitantes que buscan actividades al aire libre. Se celebran numerosos festivales de la cerveza.
El país también es conocido por sus diversos museos. Las exhibiciones de marionetas y títeres se suceden por todo el país. El Aquapalace Prague, en Čestlice, es el mayor parque acuático del país.

### Agricultura

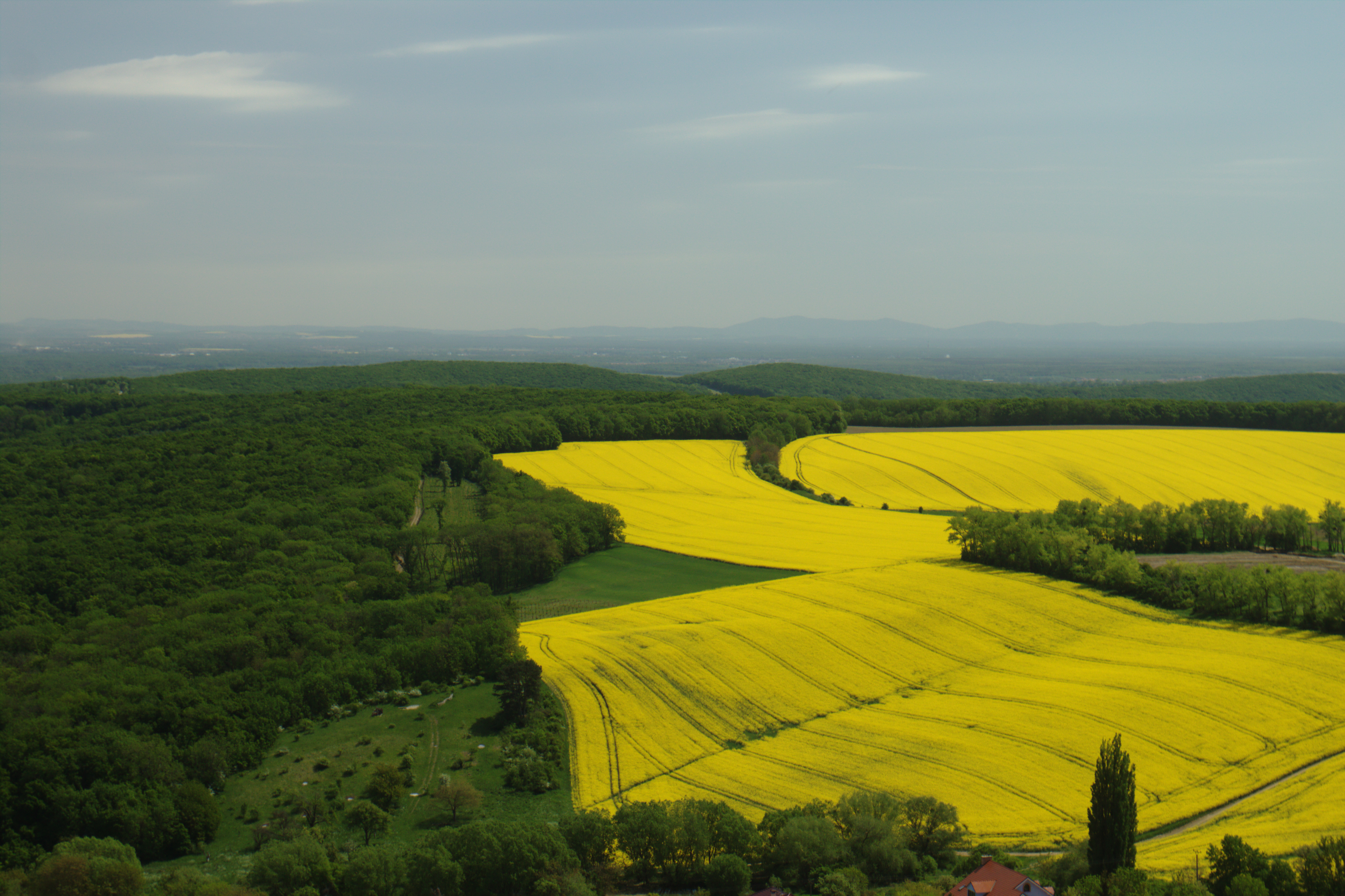
Paisaje rural en la República Checa

Los paisajes de la cuenca checa son muy fértiles. La agricultura produce en este país principalmente trigo, maíz, cebada, remolacha azucarera, papas, remolacha, colza, verduras y frutas. La producción de lúpulo es especialmente importante, sobre todo en la cuenca del Saaz, como base de la cultura cervecera checa. Bohemia es una región tradicionalmente cervecera, mientras que el vino se cultiva en el sur de Moravia. El ganado vacuno, principalmente el Fleckvieh, los cerdos y los pollos constituyen la mayor parte de la ganadería. La cría de peces de agua dulce, especialmente de carpas, también es importante. El 54 % de la superficie total de la República Checa se destina a la agricultura. Un tercio de la superficie está cubierta por bosques, que también producen madera para la exportación.
La agricultura en la República Checa está organizada a una escala excepcionalmente grande. Por término medio, una explotación agrícola ocupa 152 hectáreas, mientras que la media de la UE es de solo catorce hectáreas. La razón principal es el sistema de cooperativas (JZD) y la colectivización forzosa de los años 50. La proporción de tierras arrendadas también está por encima de la media, aunque la proporción de la propiedad de la tierra está aumentando constantemente (2014: 22 %). La proporción de empleados en la agricultura es de aproximadamente el 3 % de la población.

## Demografía

Evolución demográfica de la República Checa desde 1993.

Al finalizar 2019, la República Checa tenía una población de 10 693 939 habitantes. La esperanza de vida en 2020 se situaba en los de 78,3 años. El 99 % de la población está alfabetizada. El promedio de hijos por mujer es de 1,71, con una tendencia que se mantiene por lo general ascendente desde el año 1999.
La mayoría de sus habitantes (80 %) son étnicamente nativos del país y hablan el checo, idioma perteneciente a las lenguas eslavas, en concreto a las lenguas eslavas occidentales. Otros grupos étnicos presentes son alemanes, gitanos , húngaros, ucranianos, vietnamitas y polacos. Después de la división de 1993, algunos eslovacos permanecieron en territorio checo y forman el 2 % de la población actual. La frontera entre la República Checa y Eslovaquia se cerró completamente para los ciudadanos de la antigua Checoslovaquia. En 2004, la República Checa se adhirió al Acuerdo de Schengen.
La composición étnica actual es la siguiente:
- 88,4 % checos
- 2 % gitanos
- 8,6 % eslovacos, ucranianos, polacos, alemanes
- 1 % asiáticos

| 1  | Praga            | Praga, la ciudad capital | 1 268 796 | 2 300 000 |
| 2  | Brno             | Moravia Meridional       | 385 913   | 729 510   |
| 3  | Ostrava          | Moravia-Silesia          | 296 224   | 1 164 328 |
| 4  | Pilsen           | Pilsen                   | 170 322   | 380 000   |
| 5  | Liberec          | Liberec                  | 102 754   | 270 000   |
| 6  | Olomouc          | Olomouc                  | 101 003   | 480 000   |
| 7  | Hradec Králové   | Hradec Králové           | 94 314    | -         |
| 8  | České Budějovice | Bohemia Meridional       | 93 715    | 190 000   |
| 9  | Ústí nad Labem   | Ústí nad Labem           | 93 000    | -         |
| 10 | Pardubice        | Pardubice                | 90 767    | -         |
| 11 | Havířov          | Moravia-Silesia          | 76 694    | -         |
| 12 | Zlín             | Zlín                     | 75 318    | 450 000   |
| 13 | Kladno           | Bohemia Central          | 68 103    | -         |
| 14 | Most             | Ústí nad Labem           | 65 193    | 95 316    |
| 15 | Opava            | Moravia-Silesia          | 58 351    | -         |
| 16 | Karviná          | Moravia-Silesia          | 56 897    | -         |
| 17 | Frýdek-Místek    | Moravia-Silesia          | 56 356    | -         |
| 18 | Jihlava          | Vysočina                 | 50 075    | -         |
| 19 | Děčín            | Ústí nad Labem           | 49 106    | -         |
| 20 | Karlovy Vary     | Karlovy Vary             | 48 639    | -         |

### Religión
La República Checa tiene una de las poblaciones más irreligiosas del mundo, siendo la tercera población más irreligiosa por detrás de China y Japón. Según el censo de 2011, el 34 % de la población declaró no tener religión, el 10,4 % era católico, el 0,8 % era del algún grupo protestante (0,5 % Hermanos Checos y el 0,4 % husita) y el 9 % seguía otras formas de religión, tanto confesionales o no (de los cuales 863 personas respondieron que son paganas). El 45 % de la población no respondió a la pregunta sobre religión. De 1991 a 2001, y aún más para 2011, la adhesión al catolicismo disminuyó del 39 % al 27 % y luego al 10 %; el protestantismo bajó igualmente del 3,7 % al 2 % y luego al 0,8 %. Posteriormente en el censo de 2019, el 27,5 % de la población declaró que no tenía religión, el 6 % era católico, el 0,9 % era protestante (0,5 % de hermanos checos y 0,4 % de husitas), y el 4 % seguía otras formas de religión (de las cuales 863 personas respondieron que son paganas). El 61 % de la población no respondió la pregunta sobre religión.

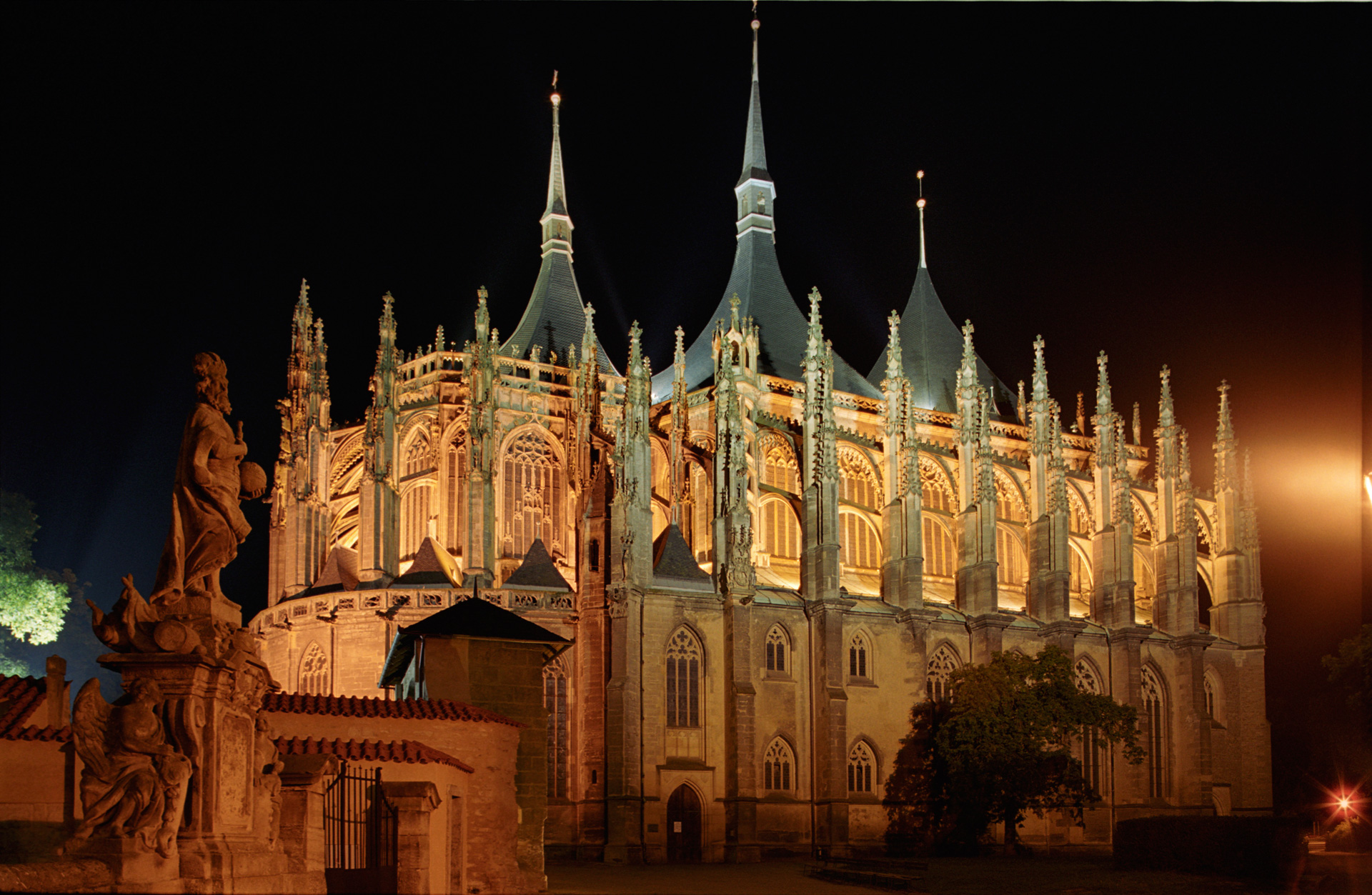
La iglesia de Santa Bárbara (Chrám svaté Barbory), en Kutná Hora, forma parte del patrimonio de la Humanidad.

Según una encuesta del Eurobarómetro de 2010, el 16 % de los ciudadanos checos respondió que «creen que hay un Dios» (la tasa más baja entre los países de la Unión Europea), mientras que el 44 % contestó que «creen que hay algún tipo de espíritu o fuerza de la vida» y el 37 % dijo que «no creen que haya ningún tipo de espíritu, Dios o fuerza vital».
La cristianización en los siglos IX y X introdujo el catolicismo en la región. Después de la Reforma bohemia, la mayoría de los checos se convirtieron en seguidores de Jan Hus, Petr Chelčický y otros reformadores protestantes regionales. Los taboritas y los utraquistas fueron los principales grupos husitas. Durante las guerras husitas, los utraquistas se pusieron del lado de la Iglesia católica. Después de la victoria conjunta utraquisto-católica, la Iglesia católica aceptó el utraquismo como variante bohemia del cristianismo, a diferencia de los restantes grupos de husitas, que fueron prohibidos. Después de la Reforma, algunos bohemios aceptaron las enseñanzas de Martín Lutero, especialmente los alemanes sudetes.
A raíz de la Reforma, los husitas utraquistas adoptaron una postura renovada, cada vez más anticatólica, mientras que algunas de las facciones husitas derrotadas (en particular los taboritas) revivieron. Después de que los Habsburgo recobraran Bohemia, toda la población se convirtió al catolicismo por la fuerza, incluso los husitas utraquistas. Los checos se volvieron más cautelosos y pesimistas en cuanto a la religión. La Iglesia católica sufrió un cisma con la separación de la pequeña Iglesia neohusita checoslovaca en 1920. Perdió además la mayor parte de sus seguidores durante la época comunista que impulso como política de estado el ateísmo, proceso al que siguió una secularización ininterrumpida. El protestantismo nunca se recuperó de la Contrarreforma, implantada por los Austrias a partir de 1620.

### Lenguas
La lengua checa (dividida en tres dialectos en Bohemia, cuatro dialectos en Moravia y dos dialectos en la Silesia checa) es la lengua oficial del Estado. También existe el dialecto transitorio de Cieszyn Silesia, así como la lengua polaca en Cieszyn Silesia, ambos hablados en la Silesia checa. Varios dialectos del alemán de los Sudetes están actualmente prácticamente extintos después de la expulsión forzada de la mayoría de los alemanes tras la derrota de Alemania en la Segunda Guerra Mundial. Los actuales alemanes checos hablan principalmente checo o alemán estándar. El lenguaje de signos checo es la lengua de la mayor parte de la comunidad de sordos.

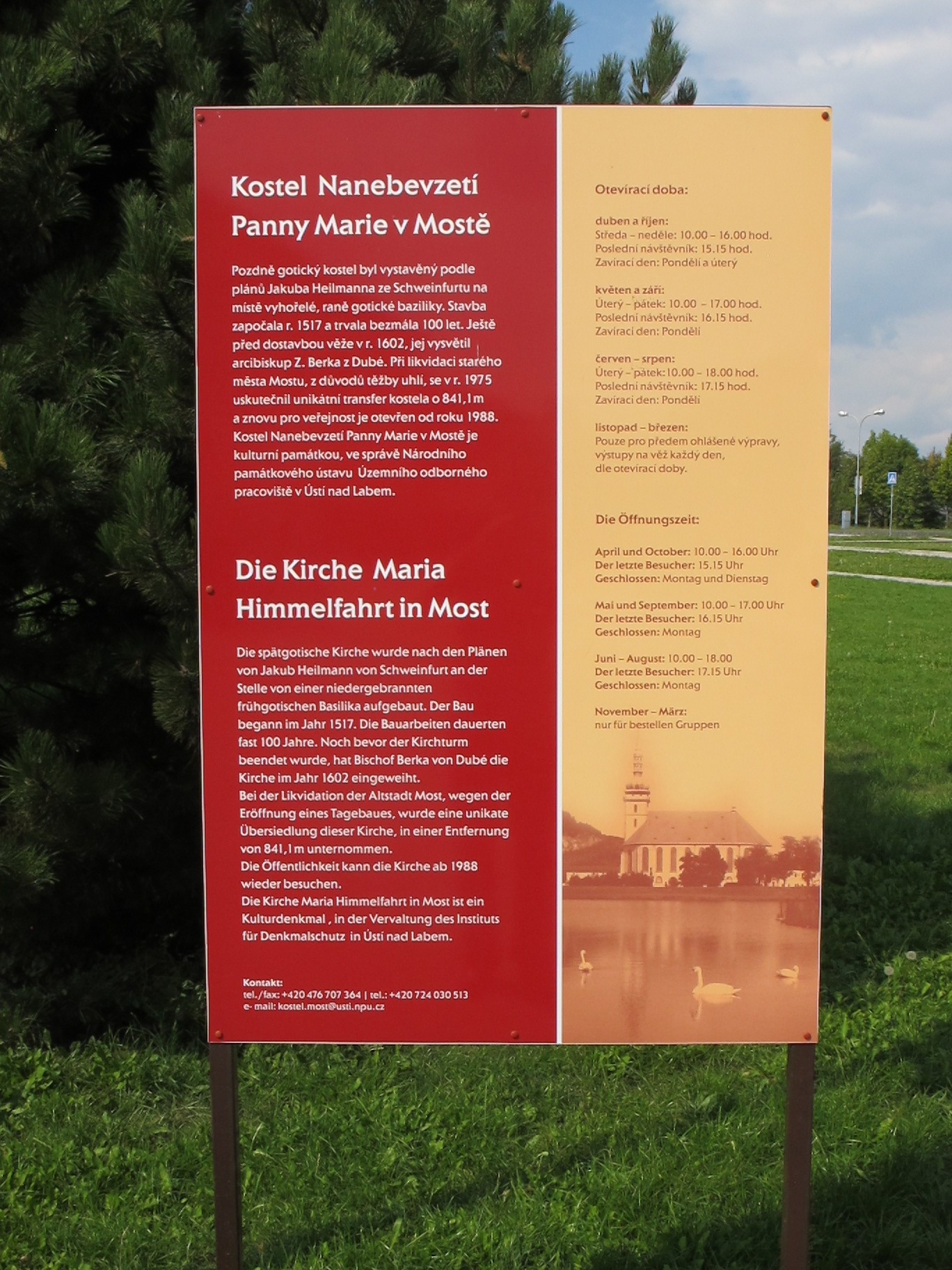
Cartel informativo bilingüe escrito en Checo y Alemán en la República Checa.

Existen además varias minorías oficialmente reconocidas entre ellas las que «tradicionalmente y a largo plazo viven en el territorio de la República Checa» y por tanto gozan de algunos privilegios. Para 2022 hay catorce de estas minorías oficialmente reconocidas, que son (por orden alfabético) Bielorrusos, búlgaros, croatas, alemanes, griegos, húngaros, polacos, romaníes, rusos, rutenos, serbios, eslovacos, ucranianos y vietnamitas.
Los ciudadanos pertenecientes a las minorías oficialmente reconocidas tienen derecho a «utilizar su lengua en la comunicación con las autoridades y en los tribunales». El artículo 25 de la Carta Checa de Derechos Fundamentales y Libertades Básicas establece el derecho de las minorías nacionales y étnicas a la educación y a la comunicación con las autoridades en su propia lengua. La Ley n.º 500/2004 (Normativa administrativa), en su apartado 16 (4) (Lengua de procedimiento), establece que un ciudadano de la República Checa que pertenezca a una minoría nacional o étnica que viva tradicionalmente y de forma duradera en el territorio de la República Checa, tiene derecho a dirigirse a un organismo administrativo y a proceder ante él en la lengua de la minoría. En el caso de que la agencia administrativa no disponga de un empleado con conocimientos de la lengua, la agencia está obligada a obtener un traductor a su cargo. De acuerdo con el párrafo 9 de la Ley 273/2001 (sobre los derechos de los miembros de las minorías) (derecho a utilizar la lengua de una minoría nacional en las relaciones con las autoridades y en los tribunales de justicia), lo mismo se aplica a los miembros de las minorías nacionales en los tribunales de justicia.

### Educación
La educación en la República Checa se organiza en centros de enseñanza primaria, secundaria, profesional superior y superior.
La más antigua e importante es la Universidad Carolina de Praga, que es también la más antigua de Europa Central (fundada en 1348). La segunda universidad más antigua de la República Checa es la Universidad Palacký de Olomouc, fundada en 1573. La universidad más antigua de tipo artístico es la Academia de Bellas Artes de Praga, que data de 1799. Otras universidades importantes son la Universidad Técnica Checa de Praga (fundada en 1707), la Universidad Técnica de Brno (fundada en 1899) y la Universidad Masaryk (fundada en 1919). 

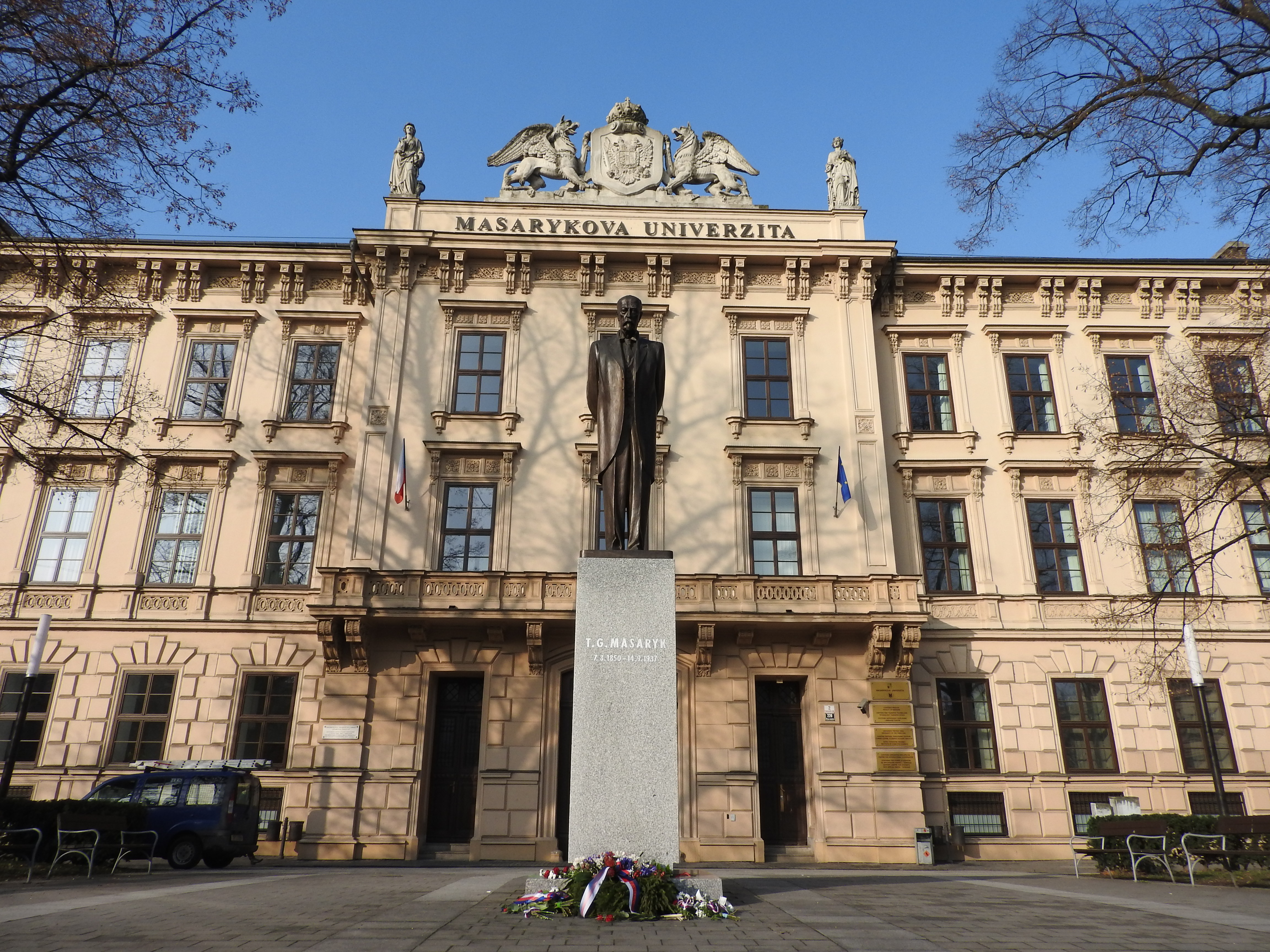
Facultad de Medicina de la Universidad Masaryk.

La Academia de Artes Escénicas se fundó en 1945. Muchas personalidades del cine checo y eslovaco, así como conocidos cineastas extranjeros como Agnieszka Holland, Emir Kusturica, Lordan Zafranović y Goran Paskaljević estudiaron en la FAMU. Las universidades más grandes en cuanto a número de estudiantes son la Universidad Charles (49.094 estudiantes en 2009) y la Universidad Masaryk (38.216 estudiantes en 2009).
Según el QS World University Rankings de 2014, la Universidad Carolina es la 244.ª mejor universidad del mundo. La Universidad Técnica Checa ocupa el puesto 411-420. La Universidad Masaryk de Brno ocupa el puesto 551-600, la Universidad Tecnológica de Brno el 651-700 y la Universidad de Economía de Praga se sitúa en el grupo 701+ (por debajo del puesto 700, sin más distinción). Otras universidades checas no están incluidas en la clasificación QS.
El sistema más conocido para medir y comparar la calidad de las universidades es el llamado Ranking de Shanghái (ARWU), que identifica anualmente las quinientas mejores universidades del mundo. La única universidad checa que ha aparecido en él hasta ahora es la Universidad Carolina. En 2014, ocupó el puesto 201-300. Según la ARWU, la Universidad Carolina se encuentra entre el 2 % de las mejores universidades del mundo.
También hay comparaciones menos formalizadas, de tipo más periodístico, que de vez en cuando identifican, por ejemplo, a la Universidad Masaryk de Brno como la mejor universidad de la República Checa.
Según el censo de 2011, la proporción de la población con estudios universitarios es del 10,7 %; por ciudades, Praga (20,7 %), Brno (20,6 %) y Olomouc (17,9 %) tienen la proporción más alta.

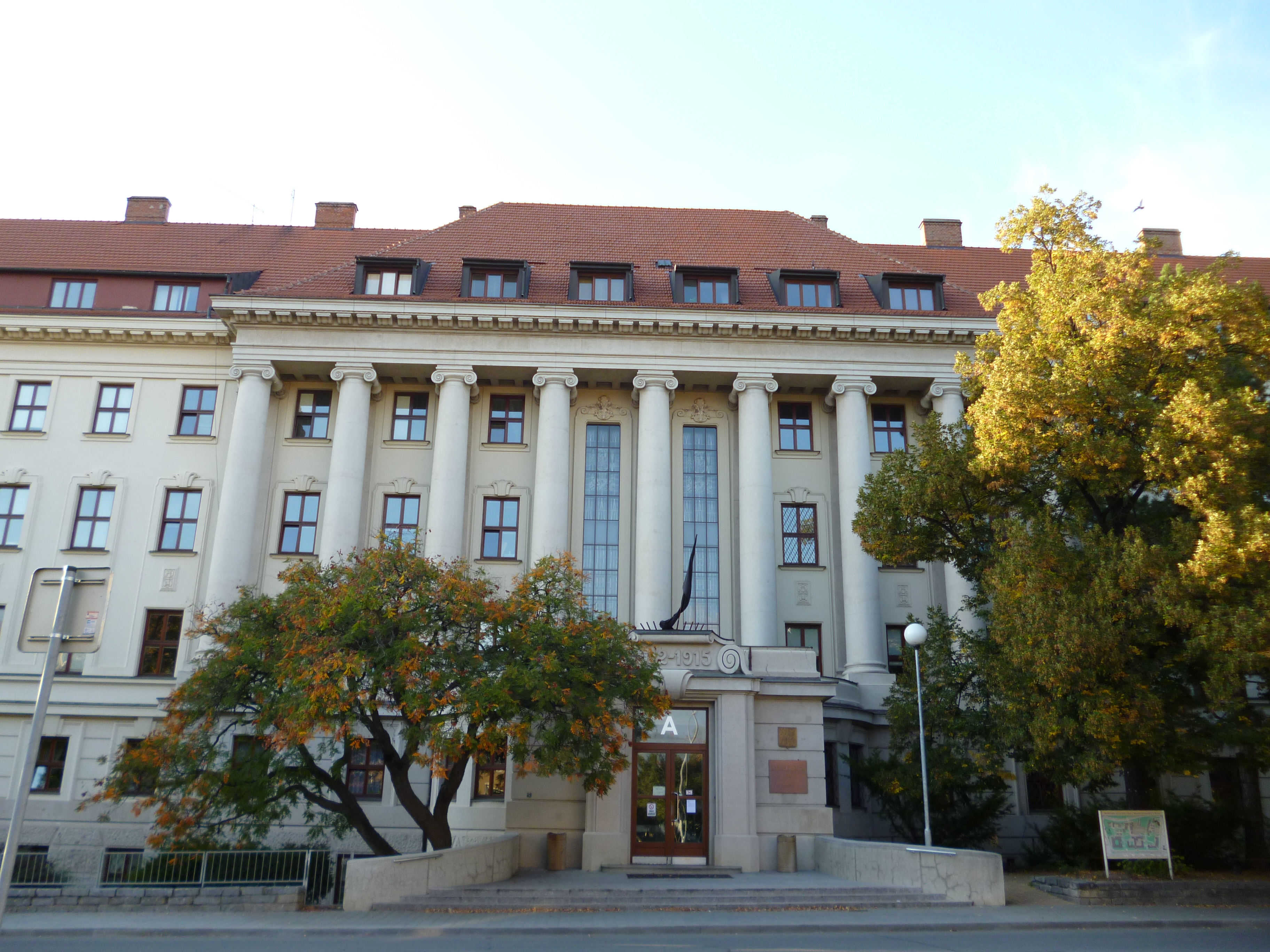
Universidad Mendel en Brno.

Entre las escuelas secundarias más famosas se encuentra el Conservatorio de Praga, la segunda escuela de este tipo en el mundo (fundada en 1808). Antonín Dvořák, Josef Suk, Vítězslav Novák y Josef Bohuslav Foerster también dirigieron la escuela.
Según un estudio de 2012 de Pearson, la República Checa tiene el 22.º sistema educativo de mayor calidad entre los llamados países desarrollados.
Según datos de la OCDE de 2007, la República Checa destina el 10 % de su gasto público a la educación, lo que la sitúa en el penúltimo lugar de la clasificación comparativa, junto con Japón. En porcentaje del PIB, es de aproximadamente el 4,6 %, lo que es significativamente inferior a la media de la OCDE, que es del 6,1 %. Al mismo tiempo, los educadores checos reciben el cuarto salario más bajo de los más de treinta países estudiados por la OCDE.

## Infraestructura

### Energía
La producción de electricidad checa supera el consumo en unos 10 TWh al año, y el exceso se exporta. La energía nuclear proporciona actualmente alrededor del 30 % de las necesidades totales de energía, y se prevé que su cuota aumente hasta el 40 %. En 2005, el 65,4 % de la electricidad fue producida por centrales de vapor y combustión (sobre todo de carbón); el 30 % por centrales nucleares; y el 4,6 % procedía de fuentes renovables, incluida la energía hidroeléctrica. El mayor recurso energético checo es la central nuclear de Temelín, con otra central nuclear en Dukovany.

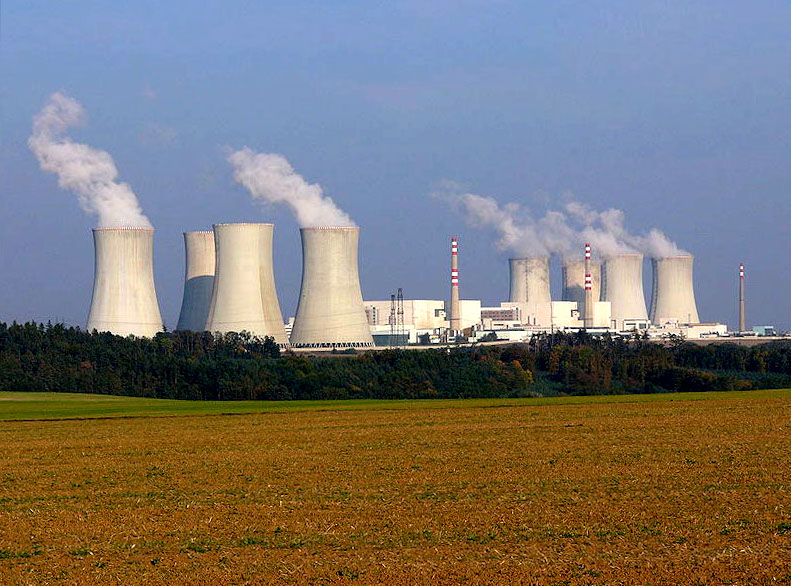
Central nuclear de Dukovany.

La República Checa está reduciendo su dependencia del lignito altamente contaminante como fuente de energía. El gas natural se adquiere a la empresa rusa Gazprom, que representa aproximadamente tres cuartas partes del consumo nacional, y a empresas noruegas, que suponen la mayor parte de la cuarta parte restante. El gas ruso se importa a través de Ucrania, y el noruego se transporta a través de Alemania. El consumo de gas (aproximadamente 100 TWh en 2003-2005) es casi el doble del consumo de electricidad. Moravia del Sur cuenta con pequeños yacimientos de petróleo y gas.

### Telecomunicaciones
La República Checa está entre los 10 países del mundo con mayor velocidad media de Internet. A principios de 2008 había más de 800 WISP, en su mayoría locales, con unos 350 000 abonados en 2007. Los tres operadores de telefonía móvil (T-Mobile, O2 y Vodafone) y el proveedor de Internet U:fon ofrecen planes basados en GPRS, EDGE, UMTS o CDMA2000. La empresa estatal Český Telecom ha frenado la penetración de la banda ancha. A principios de 2004 comenzó la desagregación del bucle local y los operadores alternativos empezaron a ofrecer ADSL y también SDSL. Esto y la posterior privatización de Český Telecom ayudaron a bajar los precios.

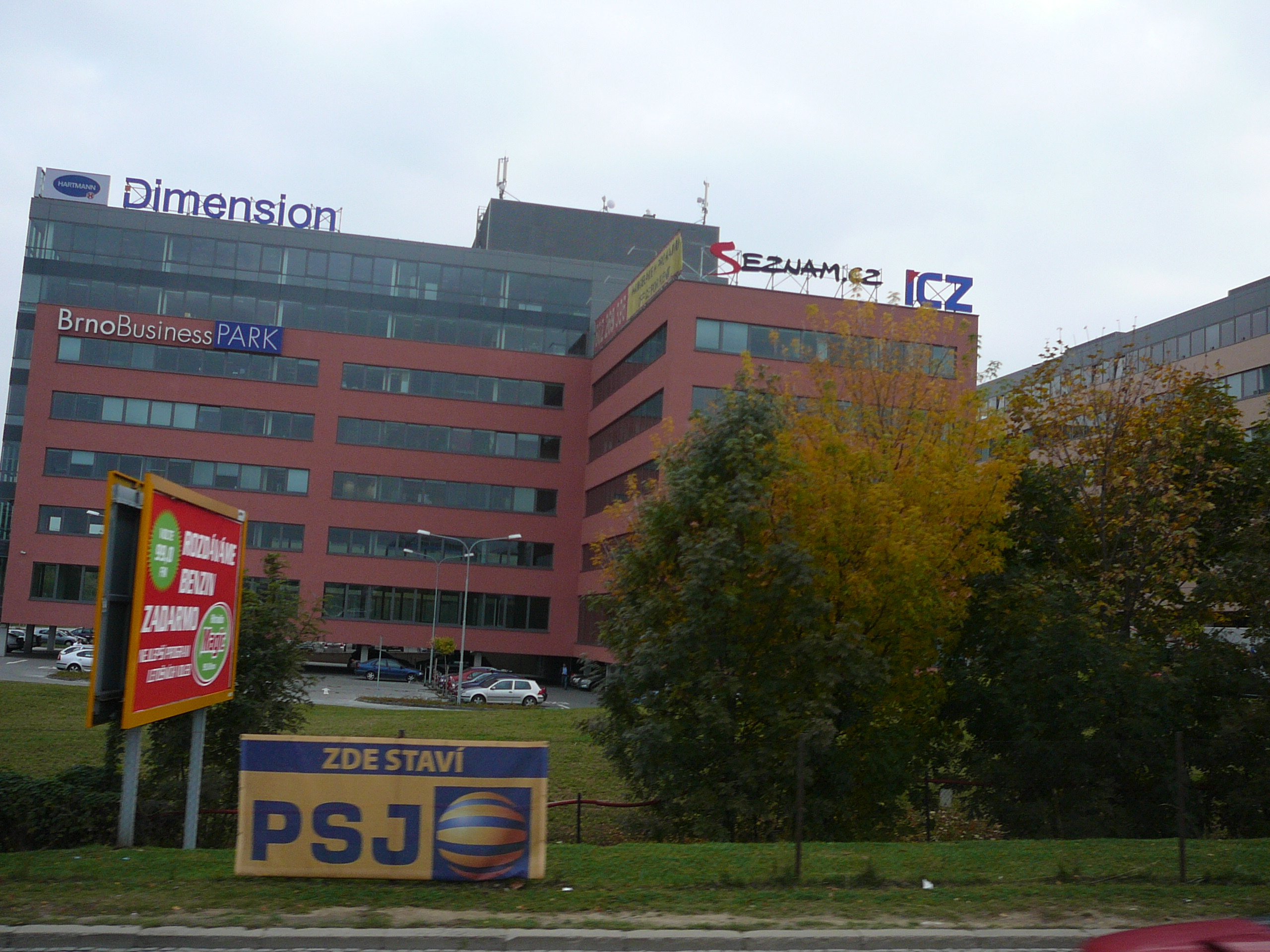
Sede de la empresa de Telecomunicaciones Seznam.cz en Brno.

El 1 de julio de 2006, Český Telecom fue adquirida por el grupo globalizado (de propiedad española) Telefónica y adoptó el nuevo nombre de Telefónica O2 República Checa. A partir de 2017, se ofrecen variantes de VDSL y ADSL2+, con velocidades de descarga de hasta 50 Mbit/s y de subida de hasta 5 Mbit/s. Internet por cable está ganando más popularidad con sus mayores velocidades de descarga, que van de 50 Mbit/s a 1 Gbit/s.
En la República Checa se fundaron dos empresas de seguridad informática, Avast y AVG. En 2016, Avast, liderada por Pavel Baudiš, compró a su rival AVG por mil trescientos millones de dólares, juntas en ese momento, estas empresas tenían una base de usuarios de unos cuatrocientos millones de personas y el 40 % del mercado de consumo fuera de China. Avast es el principal proveedor de software antivirus, con una cuota de mercado del 20,5 %.

## Transporte
La República Checa tiene, en total, 55 653 km de carreteras. Tiene 1247 km de autopistas. En las décadas de 1980 y 1990 se produjo un importante aumento del transporte de pasajeros por carretera en la República Checa, que se asoció a un fuerte incremento de la tasa de accidentes. Entre 2007 y 2013, la tasa de mortalidad se redujo en todos los años, con un mínimo histórico de 583 muertes en 2013, en comparación con el máximo de 1994 de 1473 víctimas. No obstante, la tasa de mortalidad por habitante es moderadamente alta, comparable a la de Estados Unidos.
Las carreteras de la República Checa ya no se dividen en autopistas y autovías a partir de 2016.
Estas autopistas son gestionadas por la Dirección de Carreteras y Autopistas de la República Checa - ŘSD, de propiedad estatal, creada en 1997. Entre las primeras autopistas modernas de la República Checa se encuentra la autopista de Praga a la frontera eslovaca a través de Brno, cuya construcción se inició el 2 de mayo de 1939.
El ŘSD gestiona y mantiene actualmente 1247 km de autopistas (dálnice).

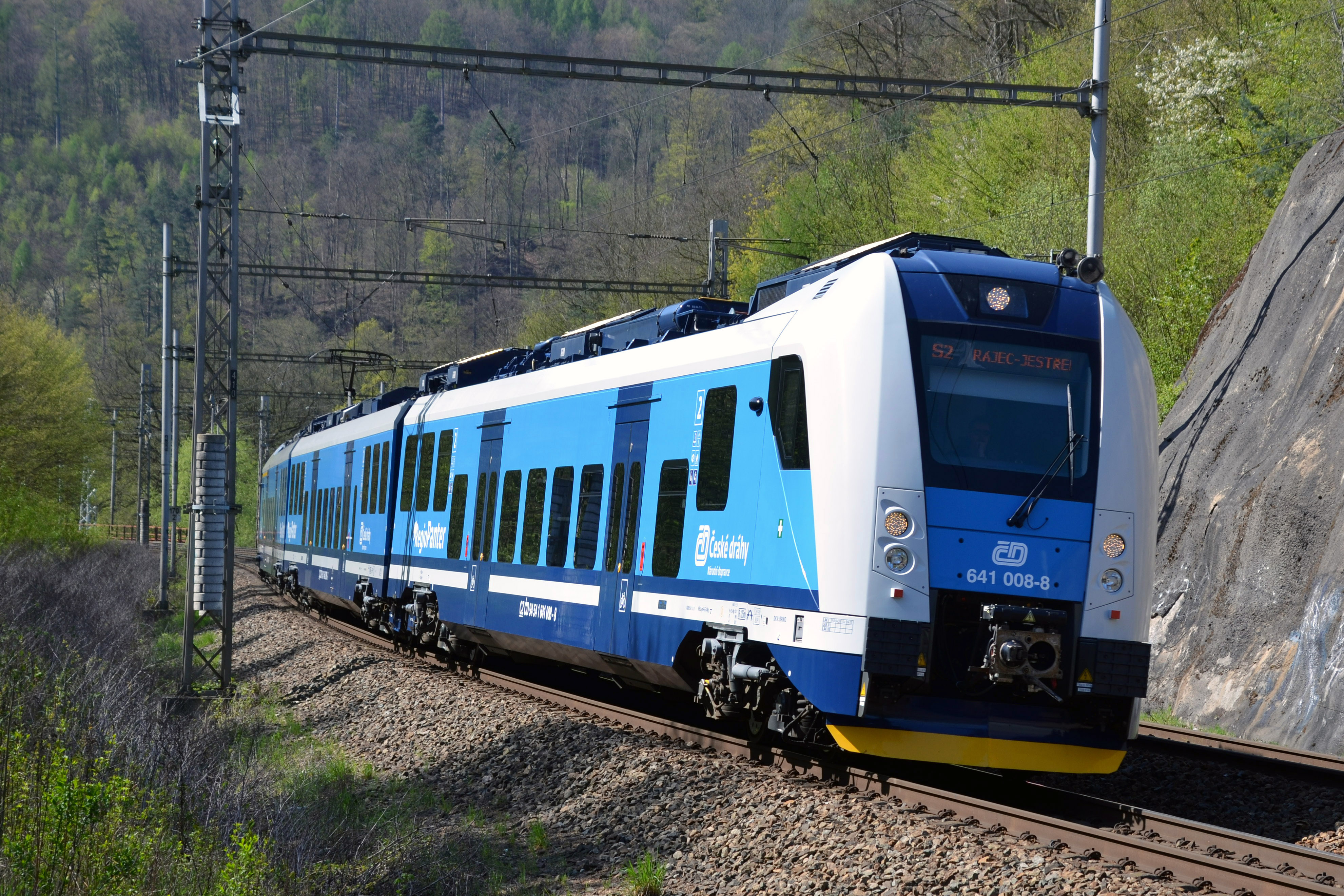
Tren de pasajeros en la República Checa.

### Ferrocarriles
El transporte ferroviario en la República Checa movilizó 193,5 millones de pasajeros en 2019, y 68,37 millones de toneladas de carga en el año 2009. La mayoría de los servicios de pasajeros que se prestan en la actualidad son operados por la compañía estatal České dráhy (Ferrocarriles Checos), que hasta 2007 también gestionaba los servicios de carga que ahora son gestionados por ČD Cargo. En 2009, el país contaba con 9420 km de vías de ancho estándar, de los cuales 3153 km están electrificados.
Hay dos sistemas principales de electrificación en la República Checa, 3 kV DC en la parte norte, y 25 kV 50 Hz AC en el sur (además, una línea histórica de 24 km de longitud utiliza 1,5 kV DC; y desde 2009 una línea local corta a Austria utiliza 15 kV 16,7 Hz AC). Las locomotoras tuvieron que ser cambiadas en los límites en el pasado, las locomotoras de dos sistemas se han introducido en 1974. La red cuenta con enlaces de igual ancho de vía con los cuatro países fronterizos con la República Checa (Eslovaquia, Austria, Alemania y Polonia) con servicios de pasajeros a los cuatro países en funcionamiento. Los principales centros de servicios internacionales de pasajeros de la red se encuentran en Praga, Ostrava, Brno y Břeclav, y la estación más concurrida (por número de pasajeros) es Praha hlavní nádraží. La velocidad máxima en las vías checas es de 160 km/h.

### Aeropuertos
En 2006, la República Checa contaba con un total de ciento veintiún aeropuertos. Cuarenta y seis de estos aeropuertos tenían pistas pavimentadas, mientras que setenta y cinco tenían pistas sin pavimentar. El aeropuerto más grande y concurrido de la República Checa es el aeropuerto Václav Havel de Praga, inaugurado en 1937 cuando sustituyó al de Kbely (fundado en 1918). Fue reconstruido y ampliado en 1956, 1968, 1997 y 2006. En 2012, fue rebautizado con el nombre del último presidente de Checoslovaquia y primer presidente de la República Checa, Václav Havel. Se encuentra en el límite de la zona de Praga-Ruzyně, junto al pueblo de Kněževes, a 12 km al oeste del centro de Praga y a 12 km al sureste de la ciudad de Kladno.
Otros aeropuertos internacionales son el aeropuerto de Brno-Tuřany, el aeropuerto de Karlovy Vary, el aeropuerto Leoš Janáček de Ostrava, el aeropuerto de Pardubice, el aeropuerto de Kunovice y el aeropuerto internacional público y privado es, por ejemplo, el aeropuerto de Hradec Králové.

## Ciencia y tecnología
Las tierras checas tienen una larga y bien documentada historia de innovación científica. Hoy en día, la República Checa cuenta con una comunidad científica muy sofisticada, desarrollada, de alto rendimiento y orientada a la innovación, apoyada por el gobierno, la industria, y las principales universidades checas. Los científicos checos son miembros integrados en la comunidad científica mundial, contribuyen anualmente a múltiples revistas académicas internacionales y colaboran con sus colegas más allá de las fronteras y los campos. La República Checa ocupó el puesto veinticuatro en el Índice Global de Innovación en 2020 y 2021, frente al puesto veintiséis en 2019; en 2022 obtuvo el puesto treinta, en 2023 bajó hasta el lugar treinta. uno en el mismo índice, regresando al puesto treinta en 2024.

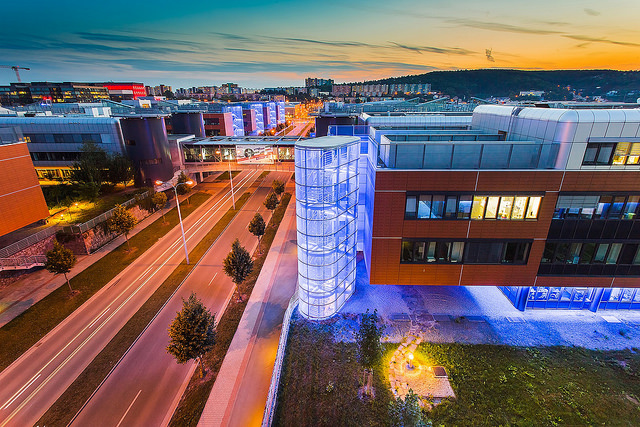
Uno de los tres edificios del Centro de Innovación de Moravia del Sur: la incubadora de biotecnología JIC INBIT en las instalaciones del Campus Universitario de Brno Bohunice.

Históricamente, las tierras checas, especialmente Praga, han sido la sede de los descubrimientos científicos que se remontan a los primeros tiempos modernos, incluyendo a Tycho Brahe, Nicolaus Copernicus y Johannes Kepler. En 1784, la comunidad científica se organizó formalmente por primera vez bajo la carta de la Real Sociedad Checa de Ciencias. En la actualidad, esta organización se conoce como la Academia Checa de Ciencias. Asimismo, las tierras checas cuentan con una historia bien establecida de científicos, entre los que se encuentran los bioquímicos Gerty y Carl Ferdinand Cori, galardonados con el premio Nobel, el químico Jaroslav Heyrovský, el químico Otto Wichterle, el físico Peter Grünberg y el químico Antonín Holý. Sigmund Freud, el fundador del psicoanálisis, nació en Příbor, Gregor Mendel, el fundador de la genética, nació en Hynčice y pasó la mayor parte de su vida en Brno.
La mayor parte de la investigación científica se registraba en latín o en alemán y se archivaba en bibliotecas apoyadas y gestionadas por grupos religiosos y otras confesiones, como demuestran lugares históricos de renombre y patrimonio internacional como el Monasterio de Strahov y el Clementinum de Praga. Cada vez más, los científicos checos publican sus trabajos y los de su historia en inglés.
La institución científica actual más importante es la ya mencionada Academia de Ciencias de la República Checa, el Instituto CEITEC en Brno o los centros HiLASE y Eli Beamlines con el láser más potente del mundo en Dolní Břežany. Praga es la sede del centro administrativo de la Agencia GSA que opera el sistema de navegación europeo Galileo y de la Agencia de la Unión Europea para el Programa Espacial.

## Cultura

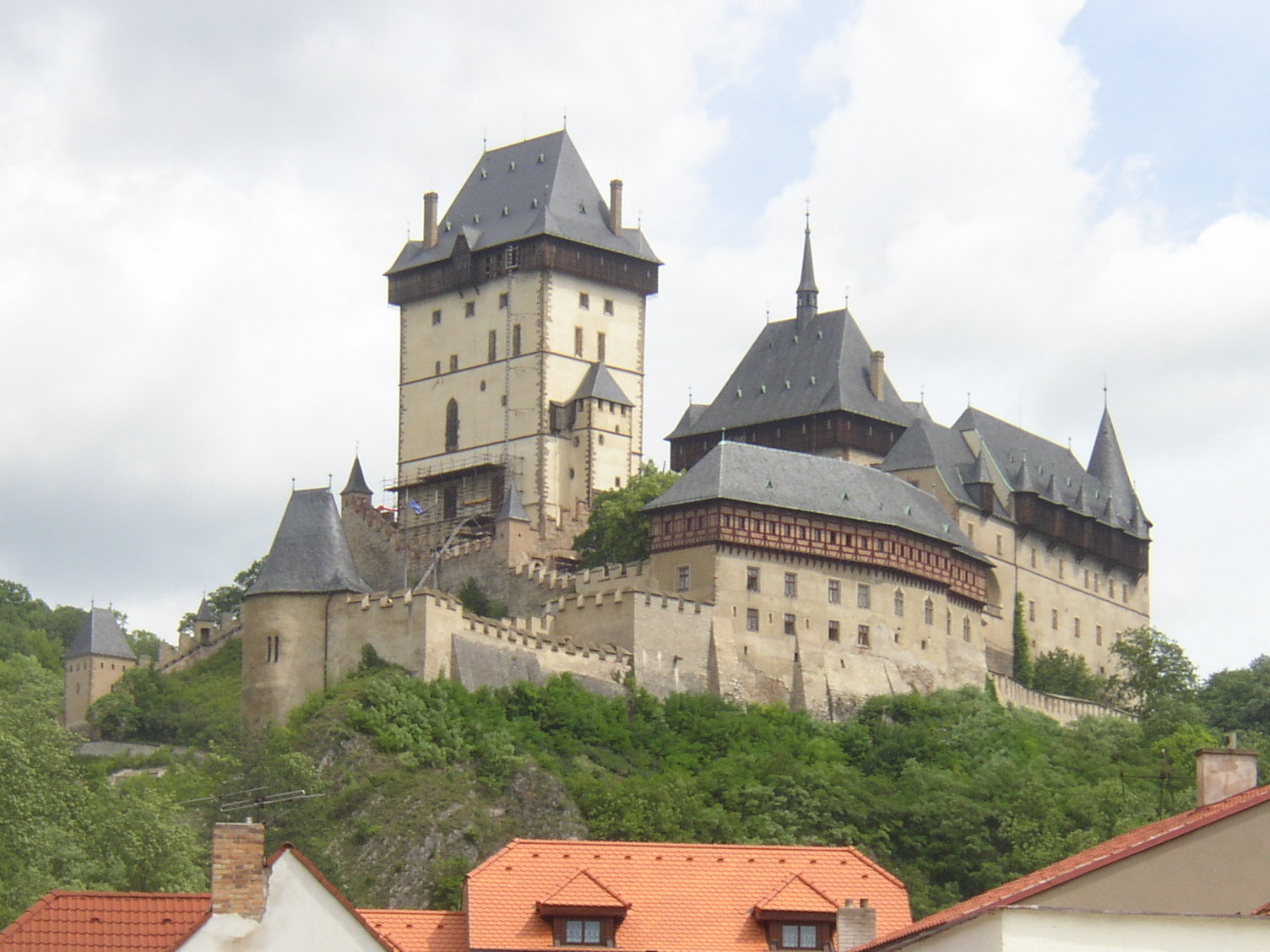
El castillo de Karlštejn.

Praga es una ciudad donde la cultura y las artes brillan con especial intensidad. El cartel de actividades culturales es rico y variado. Los amantes de las artes pueden encontrar en esta ciudad un paraíso cultural. Las localidades para los diversos eventos se suelen agotar rápidamente por lo que conviene reservarlas con bastante antelación (a través de agencias de viajes y en las propias taquillas del lugar donde se celebre el acontecimiento).
La cultura de esta república es rica y variada. Doce de sus monumentos históricos constan inscritos en la lista del Patrimonio de la Humanidad de la Unesco.

### Arte
La Venus de Dolní Věstonice es el tesoro del arte prehistórico. Teodorico de Praga fue un pintor de la época gótica que decoró el castillo Karlstejn. En la época barroca, fueron Wenceslao Hollar, Jan Kupecký, Karel Škréta, Anton Raphael Mengs o Petr Brandl, los escultores Matthias Braun y Ferdinand Brokoff. En la primera mitad del siglo XIX, Josef Mánes se unió al movimiento romántico. En la segunda mitad del siglo XIX tuvo la palabra principal la llamada «generación del Teatro Nacional»: el escultor Josef Václav Myslbek y los pintores Mikoláš Aleš, Václav Brožík, Vojtěch Hynais o Julius Mařák. A finales de siglo llegó una oleada de Art Nouveau. Alfons Mucha se convirtió en el principal representante. Es conocido por los carteles de Art Nouveau y por su ciclo de veinte grandes lienzos llamado la Epopeya Eslava, que representa la historia de los checos y otros eslavos. 
Desde 2012, la Epopeya Eslava puede verse en el Palacio Veletržní de la Galería Nacional de Praga, que gestiona la mayor colección de arte de la República Checa. Max Švabinský fue otro pintor del Art nouveau. El siglo XX trajo consigo una revolución vanguardista. En las tierras checas principalmente expresionistas y cubistas: Josef Čapek, Emil Filla, Bohumil Kubišta, Jan Zrzavý. El surrealismo surgió sobre todo en la obra de Toyen, Josef Šíma y Karel Teige. Sin embargo, impulsó sobre todo a František Kupka, pionero de la pintura abstracta. Como ilustradores y dibujantes en la primera mitad del siglo XX ganaron fama Josef Lada, Zdeněk Burian o Emil Orlík. La fotografía artística se convirtió en un nuevo campo (František Drtikol, Josef Sudek, más tarde Jan Saudek o Josef Koudelka).
La República Checa es conocida por su vidrio de Bohemia, fabricado individualmente, soplado a boca y decorado.

### Arquitectura

Catedral de San Vito en Praga, la mayor muestra del Arte gótico de la ciudad.

Los primeros edificios de piedra que se conservan en Bohemia y Moravia se remontan a la época de la cristianización, en los siglos IX y X. Desde la Edad Media, las tierras checas utilizan los mismos estilos arquitectónicos que la mayor parte de Europa Occidental y Central. Las iglesias más antiguas que se conservan fueron construidas en estilo románico. Durante el siglo XIII, fue sustituido por el estilo gótico. En el siglo XIV, el emperador Carlos IV invitó a arquitectos de Francia y Alemania, Matías de Arras y Pedro Parler, a su corte en Praga. Durante la Edad Media, el rey y la aristocracia construyeron algunos castillos fortificados, así como algunos monasterios.
El estilo renacentista penetró en la Corona de Bohemia a finales del siglo XV, cuando el antiguo estilo gótico comenzó a mezclarse con elementos renacentistas. Un ejemplo de arquitectura puramente renacentista en Bohemia es el Palacio de verano de la Reina Ana, situado en el jardín del Castillo de Praga. La recepción general del Renacimiento en Bohemia, con la afluencia de arquitectos italianos, se manifiesta en los amplios palacios con patios porticados y jardines de disposición geométrica. Se hizo hincapié en la comodidad, y también aparecieron edificios construidos con fines de entretenimiento.
En el siglo XVII, el estilo barroco se extendió por toda la Corona de Bohemia.
En el siglo XVIII, Bohemia produjo una peculiaridad arquitectónica: el estilo gótico barroco, una síntesis de los estilos gótico y barroco.
Durante el siglo XIX destaca el renacimiento de los estilos arquitectónicos. Algunas iglesias fueron restauradas a su presunto aspecto medieval y se construyeron edificios de estilo neorrománico, neogótico y neorrenacentista. A finales del siglo XIX y del siglo XX, apareció en las tierras checas un nuevo estilo artístico: el Art Nouveau.
Bohemia aportó un estilo inusual al patrimonio arquitectónico mundial cuando los arquitectos checos intentaron trasladar el cubismo de la pintura y la escultura a la arquitectura.
Entre la Primera y la Segunda Guerra Mundial, el funcionalismo, con sus formas sobrias y progresistas, se impuso como principal estilo arquitectónico.

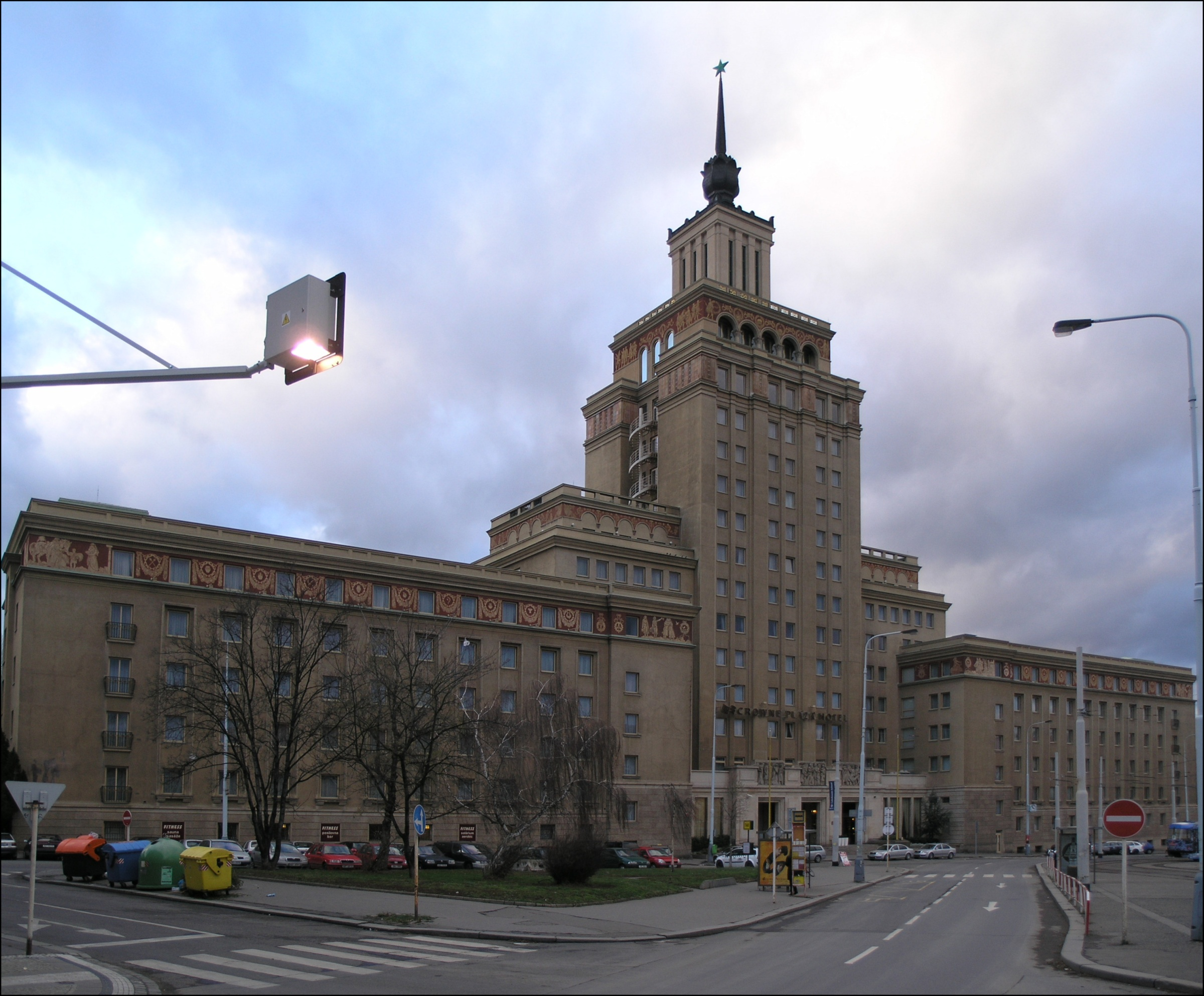
Hotel internacional de Praga, ejemplo de Realismo socialista (Arquitectura Soviética).

Tras la Segunda Guerra Mundial y el golpe de Estado comunista de 1948, el arte en Checoslovaquia pasó a tener influencia soviética. En la época de la liberalización política de Checoslovaquia, en la década de 1960, surgió el movimiento artístico de vanguardia checoslovaco conocido como estilo de Bruselas. El brutalismo dominó en las décadas de 1970 y 1980.
La República Checa no rehúye las tendencias más modernas de la arquitectura internacional, un ejemplo es la Casa Danzante (Tančící dům) de Praga, el Ángel de Oro de Praga o el Centro de Congresos de Zlín.
Entre los arquitectos checos influyentes se encuentran Peter Parler, Benedikt Rejt, Jan Santini Aichel, Kilian Ignaz Dientzenhofer, Josef Fanta, Josef Hlávka, Josef Gočár, Pavel Janák, Jan Kotěra, Věra Machoninová, Karel Prager, Karel Hubáček, Jan Kaplický, Eva Jiřičná o Josef Pleskot.

### Música
La tradición musical de las tierras checas surgió a partir de los primeros himnos eclesiásticos, cuyos primeros indicios se sugieren al filo de los siglos X y XI. Algunas piezas de música checa incluyen dos corales, que en su época cumplían la función de himnos: «Señor, ten piedad de nosotros» y el himno «San Wenceslao» o «Coral de San Wenceslao». La autoría del himno «Señor, ten piedad de nosotros» es atribuida por algunos historiadores a San Adalberto de Praga (sv.Vojtěch), obispo de Praga, que vivió entre 956 y 997.
La riqueza de la cultura musical reside en la tradición de la música clásica durante todos los periodos históricos, especialmente en el Barroco, el Clasicismo, el Romanticismo, la música clásica moderna y en la música folclórica tradicional de Bohemia, Moravia y Silesia. Desde la primera época de la música artificial, los músicos y compositores checos han recibido la influencia de la música folclórica de la región y de la danza.
Se puede considerar que la música checa ha sido «beneficiosa» tanto en el contexto europeo como en el mundial, varias veces codeterminó o incluso determinó una época recién llegada en el arte musical, sobre todo de la época clásica, así como por actitudes originales en la música clásica barroca, romántica y moderna. Algunas obras musicales checas son La novia vendida, Sinfonía del Nuevo Mundo, Sinfonietta y Jenůfa.
Un festival de música en el país es el Festival Internacional de Música de Primavera de Praga de música clásica, un escaparate permanente para artistas intérpretes, orquestas sinfónicas y conjuntos de música de cámara del mundo.

### Literatura

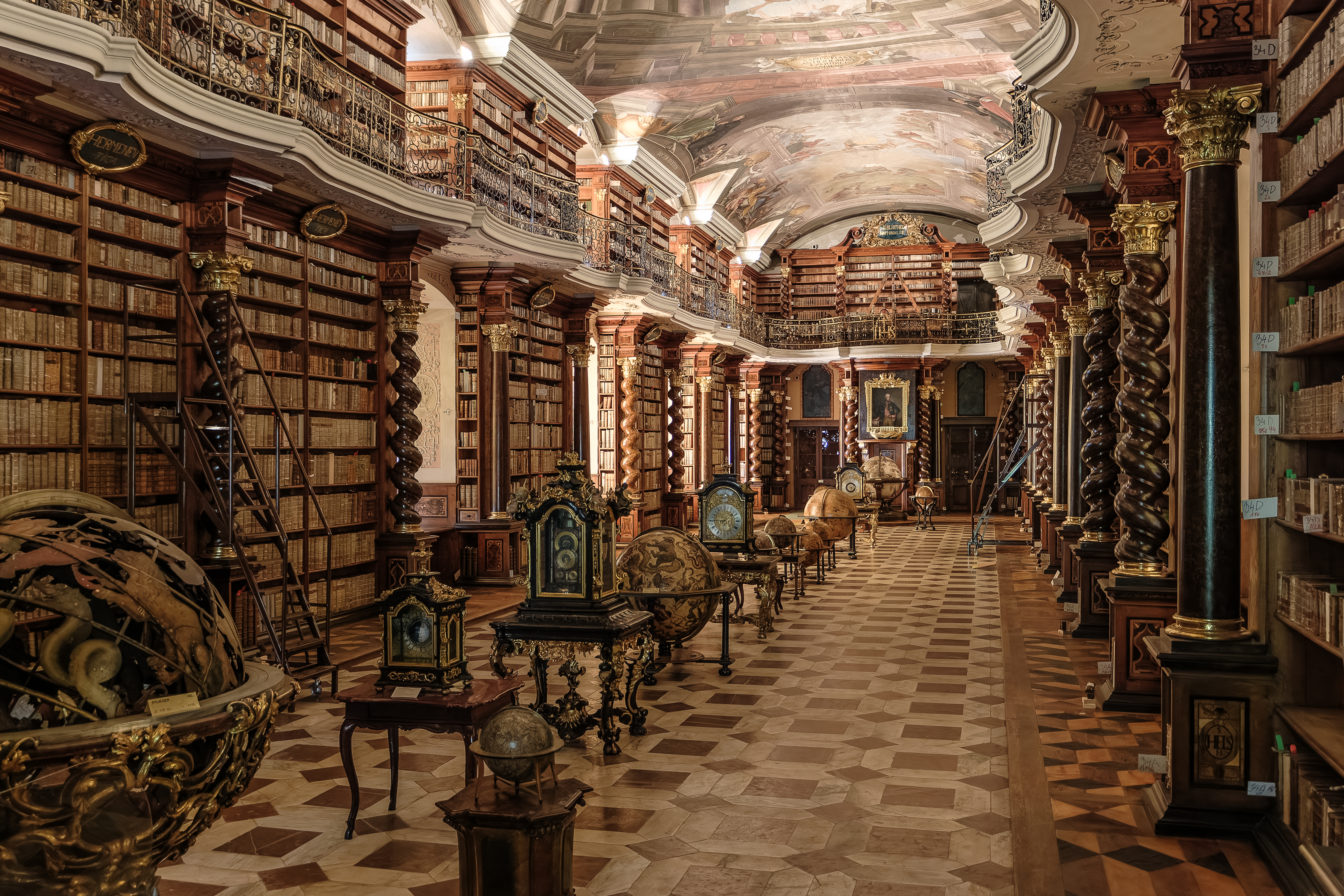
Biblioteca nacional de la República Checa.

La literatura de la zona de la actual República Checa se escribió sobre todo en checo, pero también en latín y alemán o incluso en eslavo antiguo. Franz Kafka, aunque era bilingüe en checo y alemán, escribió sus obras (El proceso, El castillo) en alemán.
En la segunda mitad del siglo XIII, la corte real de Praga se convirtió en uno de los centros del minnesang alemán y de la literatura cortesana. En la primera mitad del siglo XX, la literatura checa en lengua alemana se hacía notar.
Las traducciones de la Biblia desempeñaron un papel en el desarrollo de la literatura checa. La traducción checa más antigua de los Salmos se originó a finales del siglo XIII y la primera traducción checa completa de la Biblia se terminó hacia 1360. La primera Biblia checa completa impresa se publicó en 1488. La primera traducción checa completa de la Biblia a partir de las lenguas originales se publicó entre 1579 y 1593. El Códice Gigas, del siglo XII, es el mayor manuscrito medieval existente en el mundo.
La literatura en lengua checa puede dividirse en varios periodos: la Edad Media; el periodo husita; el humanismo renacentista; el periodo barroco; la Ilustración y el despertar checo en la primera mitad del siglo XIX, la literatura moderna en la segunda mitad del siglo XIX; las vanguardias del periodo de entreguerras; los años bajo el comunismo; y la República Checa.
La novela cómica antibélica El buen soldado Švejk es el libro checo más traducido de la historia.
El premio literario internacional Franz Kafka se concede en la República Checa.
La República Checa cuenta con la red de bibliotecas más densa de Europa.
La literatura y la cultura checas desempeñaron un papel en al menos dos ocasiones en las que los checos vivían bajo la opresión y la actividad política era reprimida. En ambas ocasiones, a principios del siglo XIX y de nuevo en la década de 1960, los checos utilizaron su esfuerzo cultural y literario para luchar por la libertad política, estableciendo una nación segura y políticamente consciente.

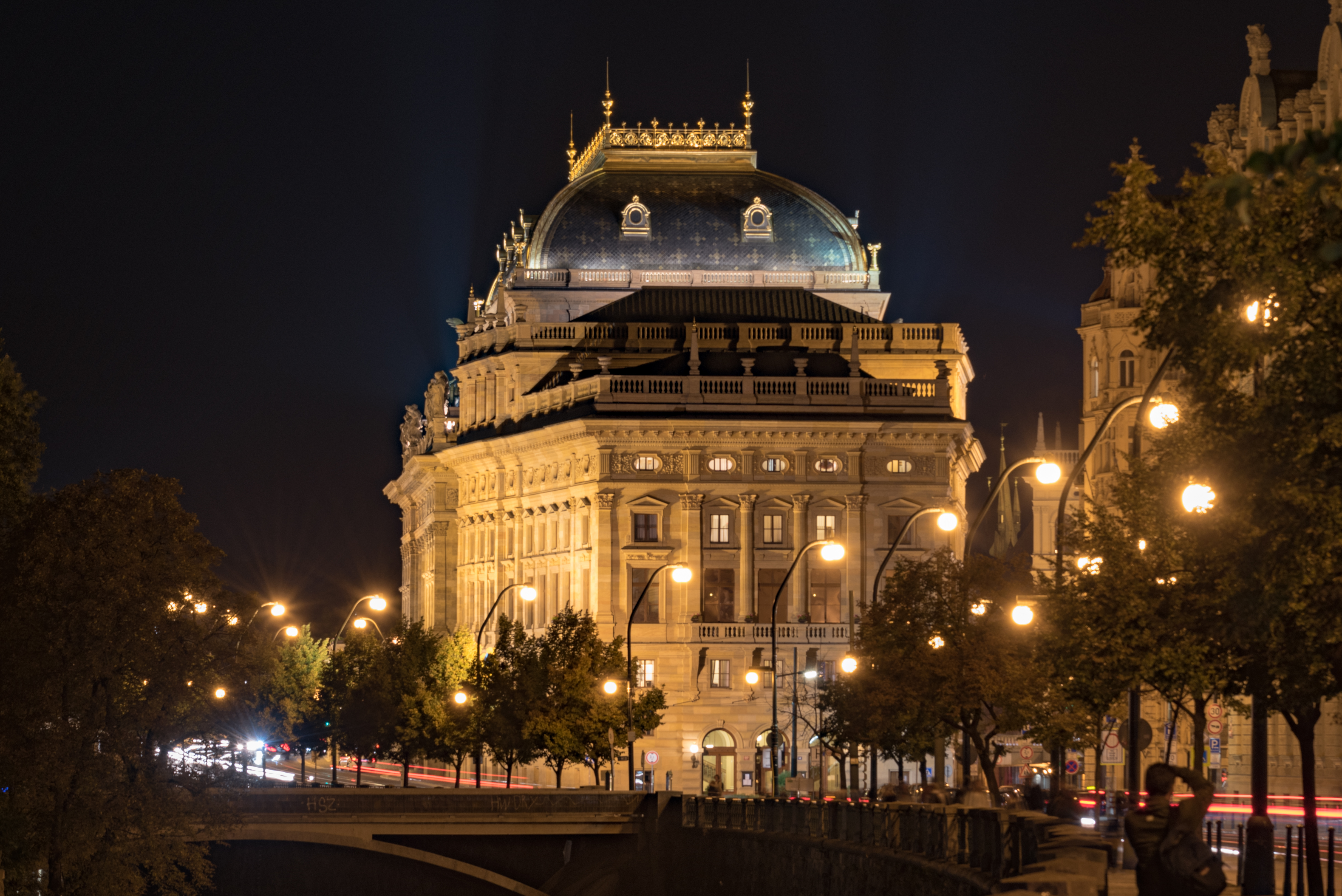
Teatro Nacional en Praga.

### Teatro
Las raíces del teatro checo se encuentran en la Edad Media, especialmente en la vida cultural del periodo gótico. En el siglo XIX, el teatro desempeñó un papel en el movimiento del despertar nacional y, más tarde, en el siglo XX, pasó a formar parte del arte teatral europeo moderno. El fenómeno cultural checo original surgió a finales de los años cincuenta. Este proyecto llamado Laterna magika, que dio lugar a producciones que combinaban el teatro, la danza y el cine de forma poética, se considera el primer proyecto artístico multimedia en un contexto internacional.
Un drama es la obra R.U.R. de Karel Čapek, que introdujo la palabra «robot».
El país tiene una tradición de teatro de marionetas. En 2016, el teatro de marionetas checo y eslovaco fue incluido en la lista del Patrimonio Cultural Inmaterial de la UNESCO.

### Cine
La tradición cinematográfica checa comenzó en la segunda mitad de la década de 1890. Entre los puntos álgidos de la producción en la época del cine mudo se encuentran el drama histórico, El constructor del templo y el drama social y erótico Erotikon, dirigido por Gustav Machatý. La primera época del cine sonoro checo fue productiva, sobre todo en los géneros convencionales, con las comedias de Martin Frič o Karel Lamač. Hubo entonces películas dramáticas buscadas internacionalmente.
Hermína Týrlová (11 de diciembre de 1900 en Březové Hory - 3 de mayo de 1993 en Zlín) fue una destacada animadora, guionista y directora de cine checa. A menudo se la llamó la madre de la animación checa. A lo largo de su carrera, produjo más de 60 cortometrajes infantiles de animación utilizando marionetas y la técnica del stop motion.

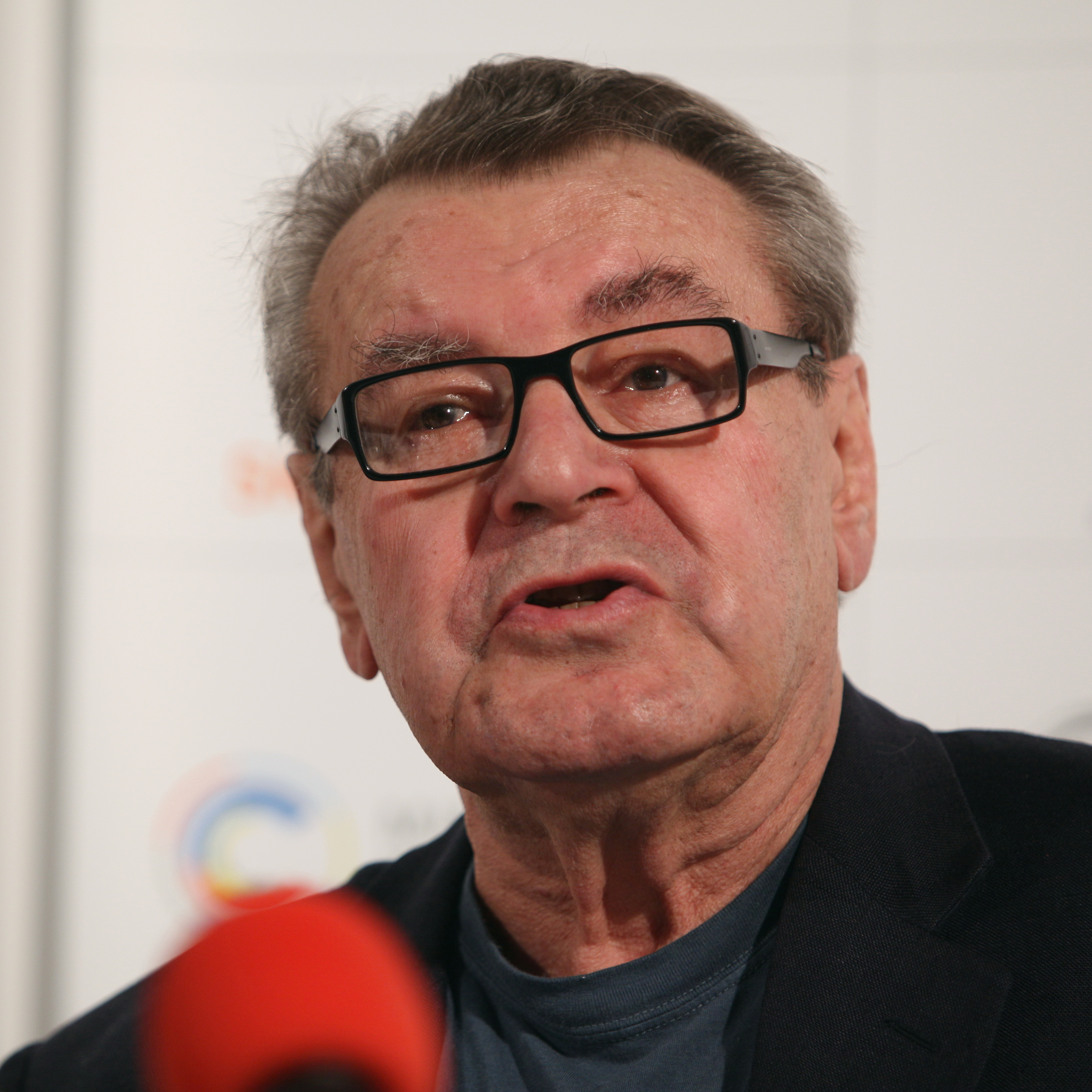
Milos Forman, director de cine checo, ganador del Oscar.

Antes de la ocupación alemana, en 1933, la cineasta y animadora Irena Dodalová creó el primer estudio de animación checo «IRE Film» con su marido Karel Dodal.
Tras el periodo de ocupación nazi y la primera dramaturgia oficial comunista del realismo socialista en el cine a finales de los años 40 y 50, con pocas excepciones como Krakatit u Hombres sin alas (premiada con la Palma de Oro en 1946), se inició una era del cine checo de animación, representada en los países anglófonos bajo el nombre de «El fabuloso mundo de Julio Verne» a partir de 1958, que combinaba el drama actuado con la animación, y Jiří Trnka, el fundador del moderno cine de marionetas. Esto inició una tradición de películas de animación (Mole, etc.).
En los años 60, el sello de las películas de la Nueva Ola Checoslovaca eran los diálogos improvisados, el humor negro y absurdo y la ocupación de no actores. Los directores intentan preservar la atmósfera natural sin refinamiento y la disposición artificial de las escenas. Una personalidad de los años 60 y principios de los 70 con un guion original y un impacto psicológico es František Vláčil. Otro autor internacional es Jan Švankmajer, cineasta y artista cuya obra abarca varios medios. Se autodenomina surrealista y es conocido por sus animaciones y largometrajes.
Los Estudios Barrandov de Praga son los mayores estudios de cine con localizaciones cinematográficas del país. Los cineastas han acudido a Praga para rodar escenarios que ya no se encuentran en Berlín, París y Viena. La ciudad de Karlovy Vary se utilizó como localización para la película de James Bond de 2006, Casino Royale.
El León Checo es el máximo galardón checo a los logros cinematográficos. El Festival Internacional de Cine de Karlovy Vary es uno de los festivales de cine que han recibido el estatus de competitivo por parte de la FIAPF. Otros festivales de cine que se celebran en el país son el Febiofest, el Festival Internacional de Cine Documental de Jihlava, el One World Film Festival, el Zlín Film Festival y el Fresh Film Festival.

### Medios de comunicación
Los periodistas y medios de comunicación checos gozan de un considerable grado de libertad. Existen sin embargo, algunas restricciones contra la escritura en apoyo del nazismo, el racismo o la violación de la legislación checa. La prensa checa fue clasificada como la 40.ª más libre en el Índice de Libertad Mundial por Reporteros sin Fronteras en 2021. Radio Free Europe/Radio Liberty tiene además su sede en Praga.

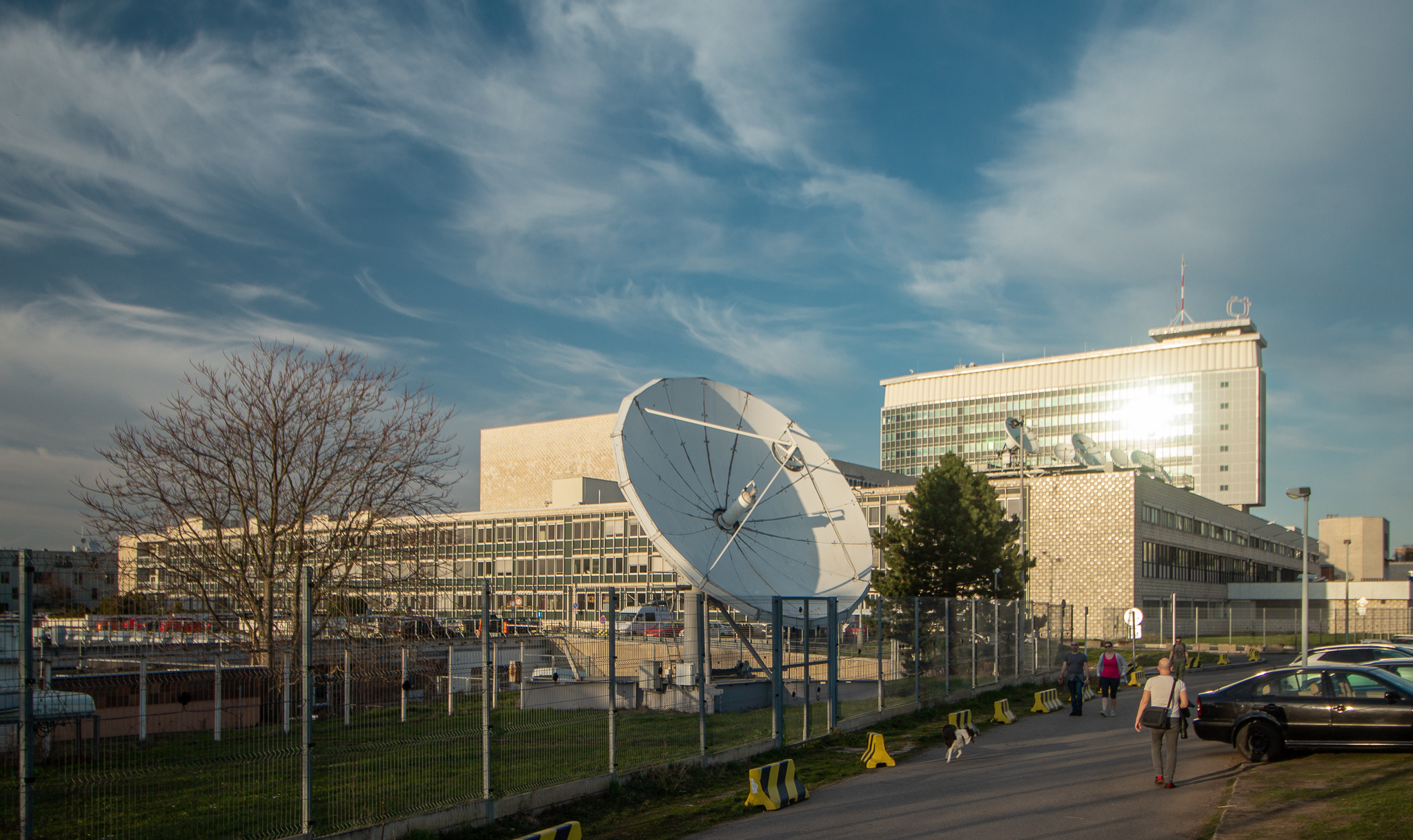
Sede de la Televisión Pública Checa.

El servicio nacional de televisión pública es la Televisión Checa, que opera el canal de noticias 24 horas ČT24 y el sitio web de noticias ct24.cz. En 2020, la Televisión Checa es la más vista, seguida de las televisiones privadas TV Nova y Prima. Sin embargo, TV Nova tiene el informativo principal y el programa de máxima audiencia más vistos. Otros servicios públicos son la Radio Checa y la Agencia de Noticias Checa.
El primer canal de televisión privado, Premiéra TV (más tarde Prima), se fundó en 1993. Un año después, TV Nova empezó a emitir. Los canales de televisión públicos checos (ČT1, ČT2, ČT24, ČT sport, ČT :D, ČT art) junto con los canales operados por TV Nova (TV Nova, Nova Cinema, Nova Action, Nova Fun, Nova Gold, Nova Sport 1, Nova Sport 2 , Nova International) y FTV Prima (Prima, Prima Cool, Prima Love, Prima Zoom, Prima Max, Prima Comedy Central) todavía dominan el mercado televisivo incluso después de la digitalización de la transmisión, por ejemplo, en 2015 lograron una audiencia combinada del 82%. El competidor más exitoso de estos tres grandes canales es TV Barrandov (Barrandov, Kino Barrandov, Barrandov Krimi y Barrandov News). La televisión musical especializada Óčko también tiene una larga tradición desde 2002. Desde septiembre de 2000, la televisión por satélite ha complementado la oferta.
Los periódicos nacionales más vendidos en 2020/21 son Blesk (con una media de 703 000 lectores diarios), Mladá fronta DNES (con una media de 461 000 lectores diarios), Právo (con una media de 182 000 lectores diarios), Lidové noviny (con una media de 163 000 lectores diarios) y Hospodářské noviny (con una media de 162 000 lectores diarios).
La mayoría de los checos (87 %) leen las noticias en Internet, siendo Seznam.cz, iDNES.cz, Novinky.cz, iPrima.cz y Seznam Zprávy.cz los más visitados a partir de 2021.

### Gastronomía
La cocina checa se caracteriza por el énfasis en los platos de carne con cerdo, ternera y pollo. También se sirve ganso, pato, conejo y venado. El pescado es menos común, con la excepción ocasional de la trucha y la carpa frescas, que se sirven en Navidad.

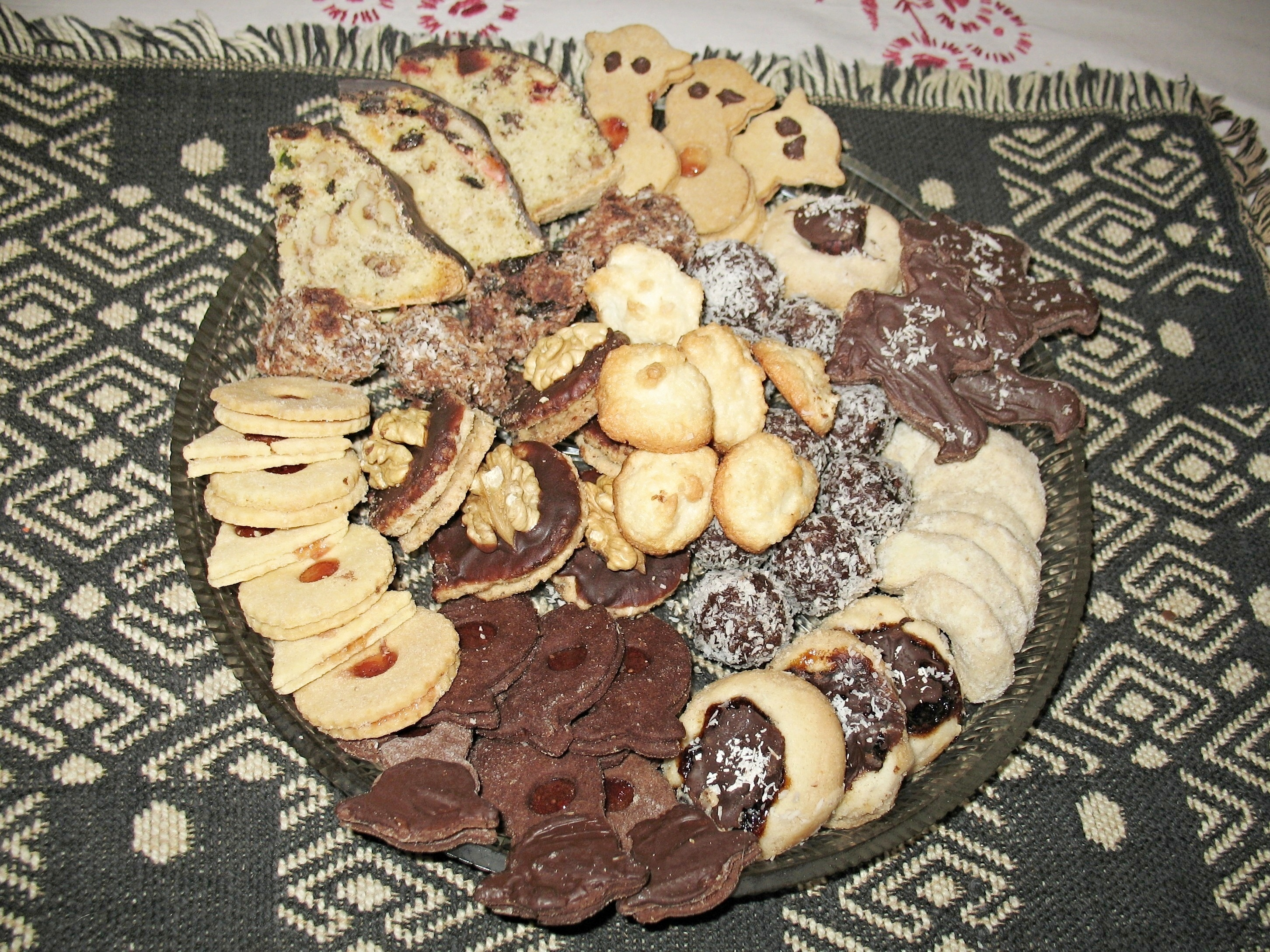
Dulces navideños típicos de la República Checa.

Hay una gran variedad de embutidos locales, wurst, patés y carnes ahumadas y curadas. Los postres checos incluyen una variedad de pasteles y tartas de nata, chocolate y frutas, crepes, postres de crema y queso, rellenos de semillas de amapola y otros tipos de pasteles tradicionales como el buchty, el koláče y el štrúdl.
La sopa (polévka, coloquialmente polívka) desempeña un papel importante en la cocina checa. Las sopas más comunes en los restaurantes checos son el caldo de ternera, pollo o verduras con fideos, que puede servirse con hígado o albóndigas de nuez moscada; la sopa de ajo (česnečka) con picatostes, que puede servirse con salchicha picada, huevo crudo o queso; y la sopa de col (zelňačka) hecha con chucrut, que a veces se sirve con salchicha picada. La kyselica es una variedad valona y contiene crema agria, tocino, papas, huevos y salchichas.

### Bebidas
La historia de la cerveza checa se remonta a más de un milenio; la primera fábrica de cerveza de la que se tiene constancia data del año 993. En la actualidad, la República Checa es el país con mayor consumo de cerveza per cápita del mundo. La cerveza de estilo pilsner (pils) se originó en Plzeň, donde todavía se produce la primera cerveza rubia lager del mundo, Pilsner Urquell. Ha servido de inspiración para más de dos tercios de la cerveza que se produce hoy en día en el mundo. La ciudad de České Budějovice también ha prestado su nombre a su cerveza, conocida como Budweiser Budvar.
La región de Moravia del Sur produce vino desde la Edad Media; cerca del 94 % de los viñedos de la República Checa son de Moravia. Además de la cerveza, el slivovitz y el vino, la República Checa también produce dos licores, el Fernet Stock y el Becherovka. Kofola es un refresco de cola nacional sin alcohol que compite con las extranjeras Coca-Cola y Pepsi.

### Festivales y espectáculos

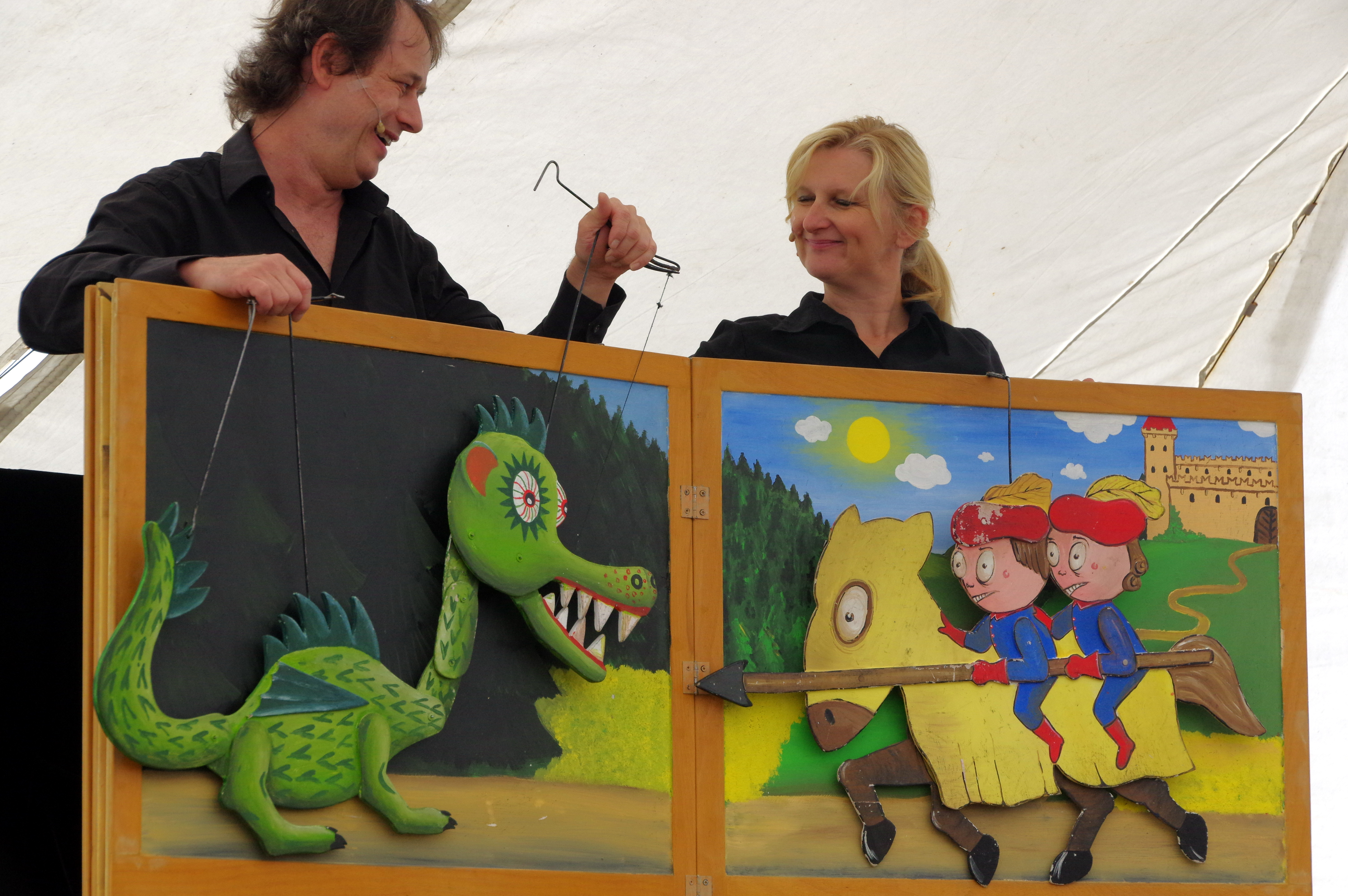
Festival de Marionetas en Písek.

Los eventos culturales y sociales culminan regularmente en diversos festivales y espectáculos. Entre los mayores festivales de música clásica destacan la Primavera de Praga, el Litomyšl de Smetana y el Hukvaldy de Janáček. En el ámbito del jazz, destacan el Jazz Goes to Town en Hradec Králové, el Bohemia JazzFest que se celebra en varias ciudades simultáneamente y los Proms de Praga.
El mayor festival de danza es Tanec Praha. En las artes visuales, es la Bienal de Praga. Una gran tradición es el festival cuadrienal de escenografía de Praga. Un evento artístico muy especial es el Festival de la Luz de las Señales.
Uno de los principales eventos teatrales es el tradicional festival de teatro amateur Jirásek Hronov. El festival de marionetas Chrudim es el festival de marionetas más antiguo del mundo. Las marionetas son también el centro de Skupova Plzeň, mientras que las marionetas checas están incluidas en el patrimonio inmaterial de la UNESCO desde 2016. El circo moderno y las acrobacias son el centro de Letní Letná. El festival en el hospital psiquiátrico Mezi ploty de Bohnice combina el teatro y la música con la caridad. Los mayores eventos del libro son el Mundo del Libro y el Festival de Escritores de Praga.
En el ámbito de la música rock y pop, los mayores festivales son Rock for People, Colours of Ostrava, Trutnov Open Air Festival, Benátská noc, Hrady CZ, Votvírák, United Islands of Prague, Sázavafest, Rock for Churchill, Footfest, Keltská noc y Mácháč. En el ámbito del rap y el hip hop, el mayor evento es Hip Hop Kemp cerca de Hradec Králové, los mayores festivales de metal son Masters of Rock en Vizovice y Brutal Assault en Josefov, en el ámbito de la música de baile Beats for Love en Vítkovice, Let It Roll y Mighty Sounds.

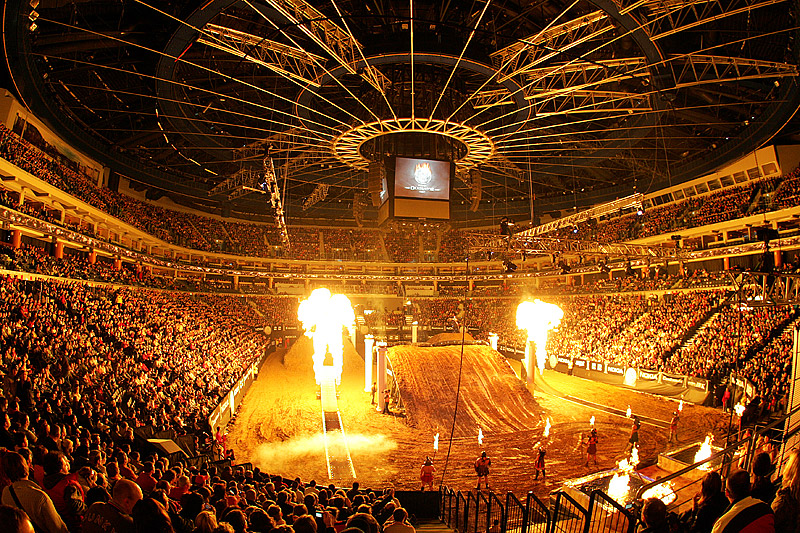
O2 Arena de Praga durante un evento de motocicletas.

El mayor y más tradicional festival de cine es el Festival Internacional de Cine de Karlovy Vary. El Febiofest intenta competir con él por su amplitud. Otros festivales se centran en géneros más limitados: el Festival de Cine de Zlín se centra en el cine infantil, el AniFest en el cine de dibujos animados y marionetas, One World y Jihlava en el cine documental, y en Finale Plzeň se proyectan exclusivamente películas checas. El festival internacional de televisión Zlatá Praha tiene una larga tradición.
Las ferias industriales tradicionales son la Feria de Ingeniería de Brno y la exposición agrícola Země živitelka de České Budějovice.
Los actos sociales y culturales incluyen también la entrega de diversos premios. Los más prestigiosos son el Premio León Checo para cineastas, los Premios Thalia para artistas de teatro, los Premios Anděl para músicos, el Premio al Deportista del Año y el Premio Cabeza Checa para científicos.

## Deportes
Los deportes más populares son el hockey sobre hielo (en el que los checos se han proclamado campeones mundiales y olímpicos en diversas ocasiones) y el fútbol (con dos subtítulos mundiales y un subcampeonato de Europa en 1996). La ya desaparecida Checoslovaquia obtuvo un título olímpico (Moscú 1980) y un campeonato de Europa en 1976.

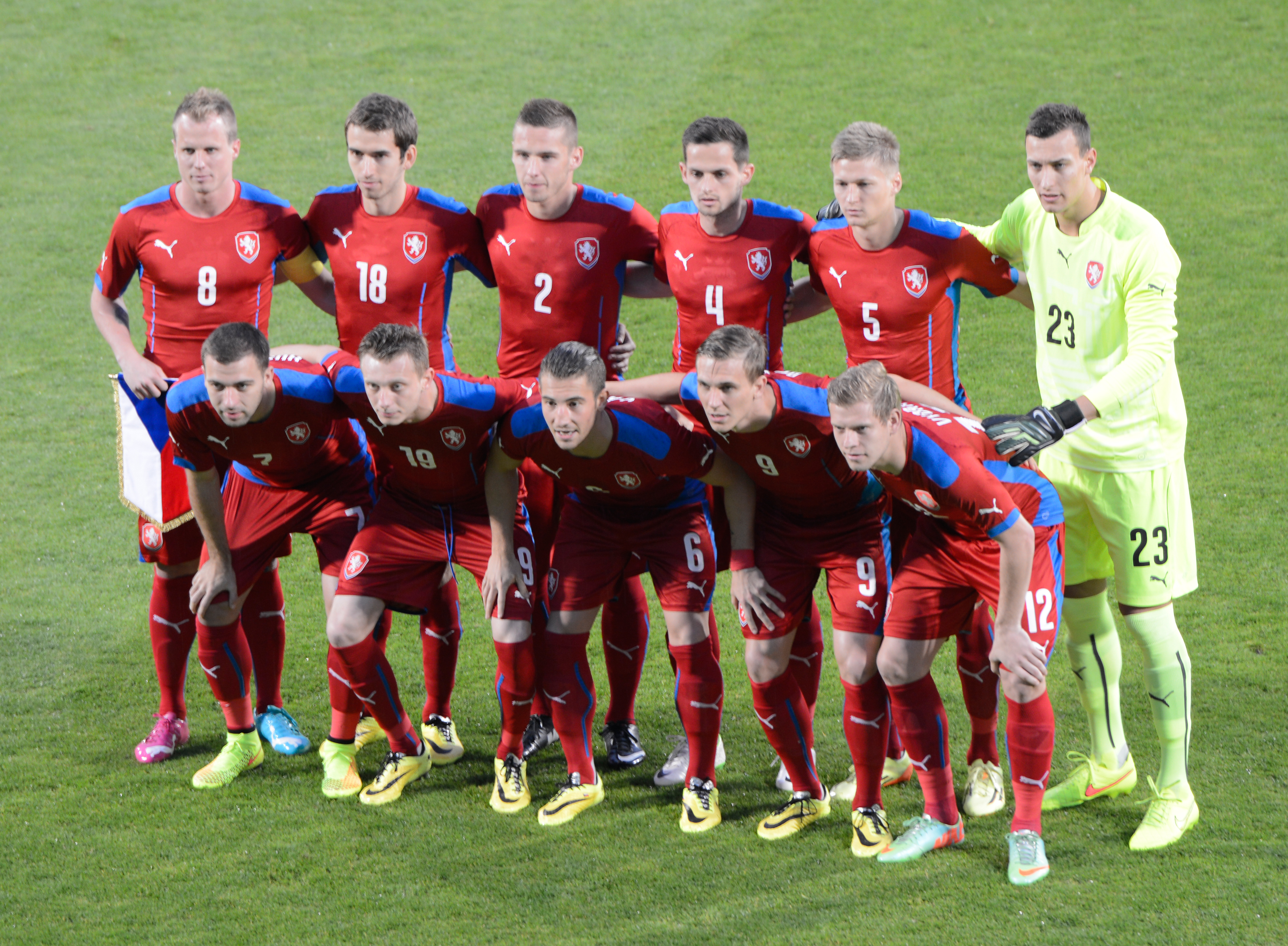
Selección checa en 2014.

En tenis el país ha dado muchos jugadores de primer nivel mundial, como Ivan Lendl (nacionalizado estadounidense durante la recta final de su carrera), Karel Nováček, Petr Korda, Radek Štěpánek o Tomáš Berdych, quien ganó la Copa Davis tanto como Checoslovaquia como ya República Checa. Aparte, tenistas nacidos en otros países como Richard Krajicek o Vasek Pospisil tienen orígenes checos. Martina Navrátilová, nacionalizada estadounidense pero que empezó su carrera compitiendo como checoslovaca, Hana Mandlíková, Helena Suková, Jana Novotná, Petra Kvitová y Karolína Plíšková son las tenistas más destacadas que ha dado el país.
También hay muchos atletas checos destacados en lanzamiento de jabalina, como los plusmarquistas mundiales Jan Železný y Barbora Špotáková y otros lanzadores de marcada trayectoria como Jakub Vadlejch, Petr Frydrych o Vítězslav Veselý.
La República Checa casi ha monopolizado el decatlón en las últimas olimpiadas, con Roman Šebrle como poseedor de la plusmarca mundial.
También destaca en otros deportes, como son el baloncesto femenino o el balonmano.

### Fútbol

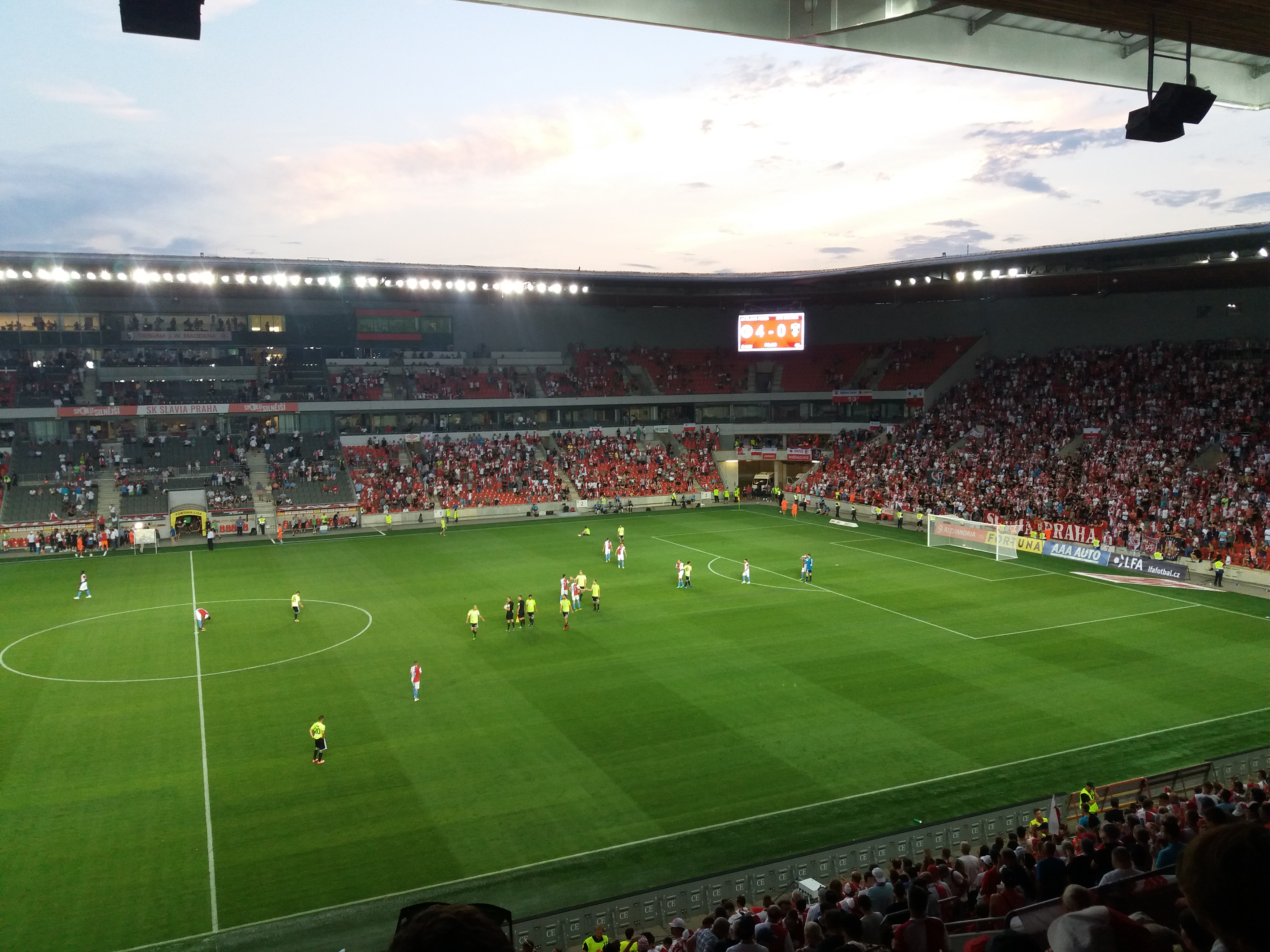
Estadio Edén en Praga

La selección de fútbol de Checoslovaquia, y más tarde de la República Checa, ganó dos medallas de plata en la Copa del Mundo, en 1934 y 1962. En 1976, Checoslovaquia ganó el Campeonato Europeo de Fútbol de 1976 en Yugoslavia, pero solo siete de los veintidós jugadores de la lista eran checos. El equipo nacional ganó la plata en este torneo en 1996, y el bronce en 1960, 1980 y 2004. En 1980, el equipo olímpico checoslovaco ganó la medalla de oro en los Juegos Olímpicos de verano de Moscú.
Antes de la Segunda Guerra Mundial, el AC Sparta de Praga y el SK Slavia de Praga estaban entre los mejores clubes de Europa. El Sparta ganó dos veces la Copa de Europa Central (1927, 1935), la competición de clubes más prestigiosa de la época, mientras que el Slavia la ganó una vez (1938). Tras la creación de las Copas de Europa, organizadas a partir de los años 50, el Sparta ganó la Copa de Europa en los años 50. Dukla Praga (semifinal de la PMEZ 1966/67, semifinal de la PVP 1985/86), Sparta (semifinal de la PMEZ 1991/92, semifinal de la PVP 1972/73), Baník Ostrava (semifinal de la PVP 1978/79), Bohemians Praga (semifinal de la UEFA 1982/83) y Slavia (semifinal de la UEFA 1995/96). Los cuartos de final los jugaron el SK Hradec Králové, el Zbrojovka Brno, el TJ Vítkovice, el Sigma Olomouc y el Slovan Liberec.